# Amazon

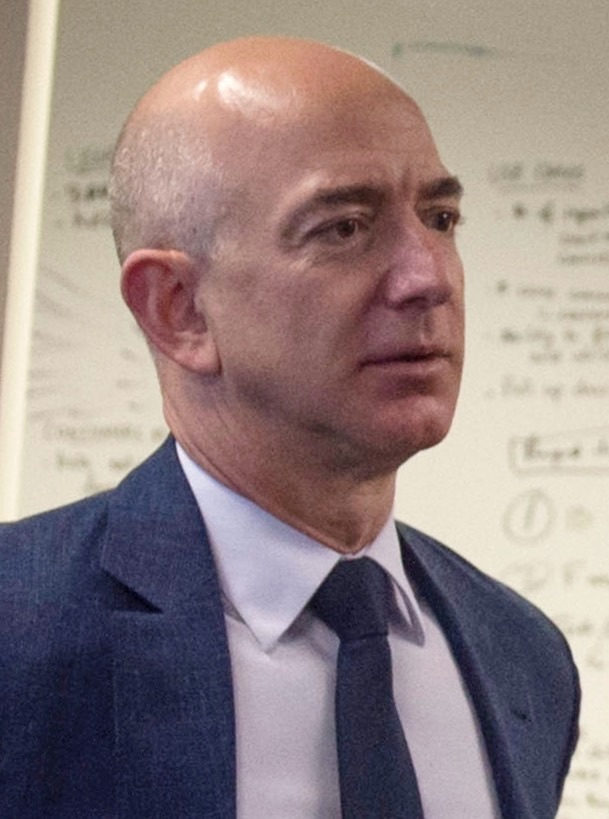
Amazon.com-Gründer Jeff Bezos (2016)

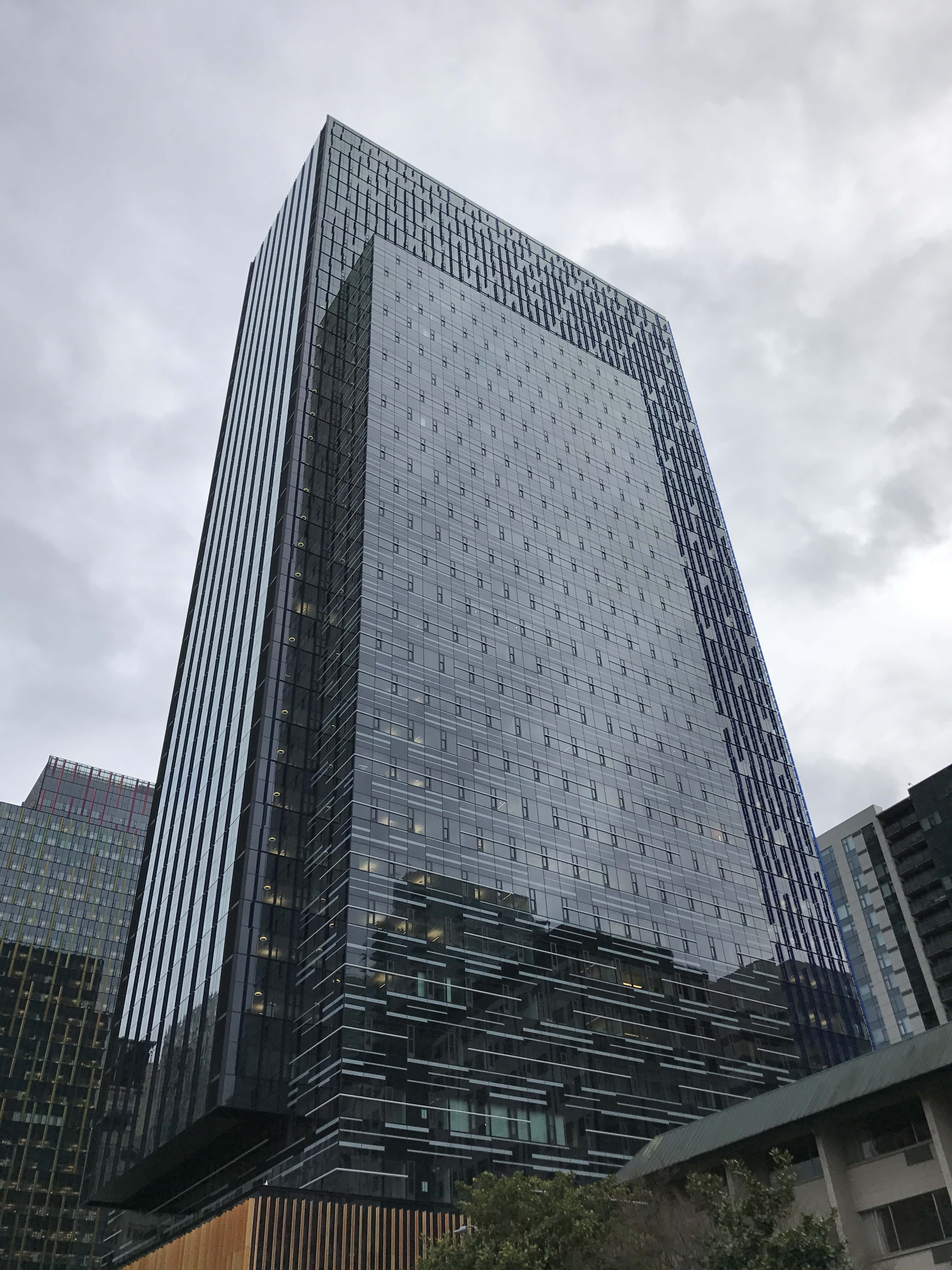
Day 1 Tower von Amazon.com in Seattle

Amazon.com, Inc. (kurz Amazon, deutsche Aussprache [ˈamaʦoːn], englisch [ˈæməzɒn]) ist ein börsennotierter US-amerikanischer, global agierender Onlineversandhändler mit einer breit gefächerten Produktpalette. Nach eigenen Angaben hat Amazon als Marktführer des Handels im Internet die weltweit größte Auswahl an Büchern, CDs und Videos. Über die integrierte Verkaufsplattform Marketplace können auch Privatpersonen oder andere Unternehmen im Rahmen des Onlinehandels neue und gebrauchte Produkte anbieten.
Unter eigener Marke werden der Amazon Kindle als Lesegerät für elektronische Bücher, der Tabletcomputer Amazon Fire HD, die Set-Top-Box Fire TV sowie der HDMI-Stick Fire TV Stick und das Spracherkennungssystem Echo vertrieben. Über Amazon Web Services ist das Unternehmen zudem einer der führenden Dienstleister für Cloud-Computing. Das Unternehmen erzielte einen Umsatz von 575 Milliarden US-Dollar im Jahr 2023 und war damit hinter dem Konkurrenten Walmart das zweitgrößte Unternehmen weltweit nach Umsatzvolumen. Mit einer Marktkapitalisierung von knapp zwei Billionen US-Dollar (August 2024) gehörte es auch zu den wertvollsten Unternehmen. In Deutschland war Amazon 2020 mit einem Umsatz von 29,5 Milliarden Euro das umsatzstärkste US-Unternehmen.

## Geschichte
Amazon.com, Inc. ist eine Gründung des Informatikers Jeff Bezos. Die Idee eines elektronischen Buchgeschäfts entstand zusammen mit dem Investor David E. Shaw, als Bezos in dessen Finanzunternehmen D. E. Shaw & Co. arbeitete. 1994 verließ er es, um die Idee allein weiterentwickeln zu können, und gründete noch im selben Jahr das Stammhaus, das US-amerikanische Mutterunternehmen Amazon.com, im US-Bundesstaat Washington als Onlinebuchhandlung (online bookstore). Im Juli 1995 verkaufte das Unternehmen auf seiner Internetplattform sein erstes Buch: Douglas R. Hofstadters Werk Fluid Concepts and Creative Analogies: Computer Models of the Fundamental Mechanisms of Thought. Hierzu lud er 300 Freunde und Bekannte ein, seine Schöpfung zu testen. In den ersten vier Wochen verschickte das Unternehmen Bücher an Kunden in allen 50 US-Bundesstaaten und in mehr als 45 weitere Länder, im zweiten Monat lag der wöchentliche Umsatz bereits über 20.000 US-Dollar. Im Oktober 1995 öffnete sich die Plattform mit der URL amazon.com der breiten Öffentlichkeit. Ursprünglich wollte Bezos sein Unternehmen Relentless nennen (englisch für „unbarmherzig“, „unerbittlich“, „gnadenlos“); Freunde sollen ihm jedoch davon abgeraten haben. Die URL www.relentless.com ist weiterhin Amazon zugeordnet. Bereits 1996 erzielte das Unternehmen einen Umsatz von 15,7 Millionen US-Dollar und es steigerte ihn 1997 auf 147,8 Millionen Dollar.
Das Jahr 1998 war durch die Gründung von ersten internationalen Websites gekennzeichnet. Mit Übernahme des Unternehmens Telebook Inc. – im April 1998 verkauften die Eigentümer den Mutterkonzern ABC-Bücherdienst GmbH, den damals führenden deutschen Internetversandbuchhändler und Onlinepionier, an Amazon für einen zweistelligen Millionenbetrag – trat Amazon in den deutschen Absatzmarkt ein. Damals hatte Telebuch.de Niederlassungen in Spanien, den USA und Namibia. In Deutschland war das Unternehmen Marktführer im Online-Buchhandel. Zum 15. Oktober 1998 wurde die Seite telebuch.de umbenannt in amazon.de.
2004 übernahm Amazon die chinesische E-Commerce-Website JOYO. Mit dem erfolgreichen Antrag von JOYO Anfang 2016, in den USA als Seefrachtdienstleister tätig zu werden, machte Amazon einen Schritt zur weiteren Reduzierung seiner Logistikkosten.
Seit 2006 entwickelt Amazon Web Services (AWS) Infrastrukturdienstleistungen zunächst für andere Unternehmen. Ab dem Jahr 2012 wurden diese Dienste mit der Technologie des Cloud Computing auch für private Nutzer angeboten.
Im Juli 2009 übernahm Amazon für rund 850 Millionen Dollar den Onlineschuhladen Zappos. Amazon kündigte an, den Kaufpreis mit eigenen Aktien im Wert von 807 Millionen Dollar zu begleichen, zusätzlich mit 40 Millionen Dollar in bar für die Zappos-Beschäftigten.
2011 übernahm Amazon den Onlinebuchhändler The Book Depository Ltd. und damit den größten Wettbewerber innerhalb Großbritanniens. Amazon ist neben entsprechenden Angeboten auf der eigenen Plattform auch durch AbeBooks auf dem Gebrauchtbuchmarkt tätig. AbeBooks wurde 2008 von Amazon übernommen. AbeBooks übernahm 2011 außerdem das Zentrale Verzeichnis Antiquarischer Bücher (ZVAB). Dies wird ergänzt durch die 2005 übernommenen Vorläuferfirmen des Online-Publishers CreateSpace.com, der mit Sitz in North Charleston (USA) seit 2009 als Independent Publishing Platform die Selbstpublikation von Büchern als Print- und E-Book-Ausgaben sowie von Datenträgern für Musik- und Filmaufnahmen angeboten hatte. Seit Ende 2018 sind die Dienste innerhalb von Amazon.com übergegangen an Kindle Direct Publishing. Die Marke CreateSpace scheint nach derzeitigem Stand nicht mehr genutzt zu werden.
Seit Mai 2011 war Javari.de ein Tochterunternehmen von Amazon Online. Javari war ein Premiumanbieter für Schuhe, Handtaschen und Accessoires und sollte ursprünglich als Konkurrenz zur Onlinehandelsplattform Zalando etabliert werden. Das Sortiment von Javari wurde zum 25. Juni 2014 in das Fashion-Angebot integriert. Im März 2012 übernahm Amazon Kiva Systems, einen Anbieter für Lagerhaus-Automation, für 775 Millionen US-Dollar. Im August 2012 wurde bekannt, dass Amazon unter der Firma Amazon Game Studio ein Unternehmen gegründet hat, dessen Zweck die Entwicklung und Vermarktung von Browserspielen ist. Gleichzeitig wurde bereits das erste Spiel mit dem Namen Living Classics auf Facebook veröffentlicht. Nutzer müssen in diesem zahlreiche bewegliche Objekte in animierten Landschaften aufspüren, die wiederum im Stil eines Cartoons gestaltet sind. Im Frühjahr 2013 wurde zudem der Internet-Buchclub Goodreads für 150 Millionen US-Dollar übernommen.
Am 2. Dezember 2013 gab Jeff Bezos in einem CBS-Interview bekannt, dass Amazon unter dem Label Prime Air die Auslieferung von Bestellungen mit Rotor-Drohnen (Logistikdrohne) plane. Die vorgesehenen Oktokopter könnten eine Nutzlast von maximal 2,5 Kilogramm transportieren. Die Reichweite betrüge 16 Kilometer. Experten zufolge sei dies aber nach jetzigem Stand weder technisch noch rechtlich realisierbar. In Deutschland ist der Einsatz ziviler Drohnen außerhalb der Sichtweite des Piloten nach derzeitiger Rechtslage nicht zulässig. Trotzdem folgte auf die Bekanntmachung ein großes Medienecho.
Ende August 2014 stellte sich heraus, dass Amazon das Unternehmen Twitch für 970 Millionen US-Dollar übernommen hatte.
Seit 2015 bietet Amazon mit seinem Print-On-Demand-Service für T-Shirts, Handyhüllen und anderen Produkten den Service Merch by Amazon an.
Mitte Januar 2017 kündigte Amazon an, bis Mitte 2018 die Zahl seiner Mitarbeiter in den Vereinigten Staaten um 100.000 auf mehr als 280.000 zu erhöhen. Im Juni 2017 folgte die Bekanntgabe, die weltgrößte Biosupermarktkette Whole Foods Market zu übernehmen. Im November 2018 wurde bekannt, dass das Unternehmen zwei weitere Zentralen an der US-Ostküste plane, darunter eine in Long Island City im New Yorker Stadtbezirk Queens.
Im Dezember 2020 gingen Amazon und Sky eine Partnerschaft ein. Sky wird auf allen Plattformen die Amazon-Prime-Video-App integrieren und Geräte mit Amazon Fire TV werden das Streamingangebot Sky Ticket unterstützen.
Im Januar 2021 erwarb Amazon elf Boeing 767-300, um die eigene Flugzeugflotte, die bis dahin aus geleasten Frachtflugzeugen bestand, um eigene Flugzeuge zu erweitern.
Ende Mai 2021 wurde bekannt, dass Amazon für 8,45 Milliarden US-Dollar das Hollywoodstudio Metro-Goldwyn-Mayer (MGM) übernimmt. Dadurch erwirbt das Unternehmen die größte Filmsammlung von allen Studios bzw. die Rechte an den darin enthaltenen rund 4000 Filmen. Am 5. Juli 2021 (dem Gründungstag des Unternehmens) gab Bezos sein Amt als Vorstandsvorsitzender auf und übergab die Konzernspitze an seinen Nachfolger Andy Jassy. Bezos wird jedoch geschäftsführender Vorsitzender des Verwaltungsrats bleiben.
Im Januar 2022 gab Vorstandschef Andy Jassy die Streichung von über 18.000 Stellen bekannt. Es handelt sich dabei um den ersten größeren Personalabbau in der Geschichte des Konzerns.
| Jahr | Mitarbeiter | Umsatz in Mio. US-$ | Jahresüberschuss in Mio. US-$ |
| ---- | ----------- | ------------------- | ----------------------------- |
| 2004 |             | 6.921               | 588                           |
| 2005 | 8.489       | 359                 |                               |
| 2006 | 10.713      | 190                 |                               |
| 2007 | 17.000      | 14.838              | 476                           |
| 2008 | 20.700      | 19.171              | 645                           |
| 2009 | 24.300      | 24.512              | 902                           |
| 2010 | 33.700      | 34.203              | 1.152                         |
| 2011 | 56.200      | 48.082              | 631                           |
| 2012 | 88.400      | 61.092              | −39                           |
| 2013 | 117.300     | 74.452              | 345                           |
| 2014 | 154.100     | 88.988              | −278                          |
| 2015 | 230.800     | 107.006             | 618                           |
| 2016 | 341.400     | 135.987             | 2.467                         |
| 2017 | 566.000     | 177.866             | 3.027                         |
| 2018 | 647.500     | 232.887             | 10.073                        |
| 2019 | 798.000     | 280.522             | 11.588                        |
| 2020 | 1.298.000   | 386.064             | 21.331                        |
| 2021 | 1.608.000   | 469.822             | 33.360                        |
| 2022 | 1.541.000   | 513.983             | −2.722                        |
| 2023 | 1.500.000   | 574.785             | 30.425                        |
| 2024 | 1.556.000   | 637.959             | 59.248                        |

## Internationale Präsenz und Standorte
| Land                   | Anteil |
| ---------------------- | ------ |
| Vereinigte Staaten     | 69,3 % |
| Deutschland            | 6,5 %  |
| Vereinigtes Königreich | 5,8 %  |
| Japan                  | 4,9 %  |
| Sonstige               | 13,6 % |

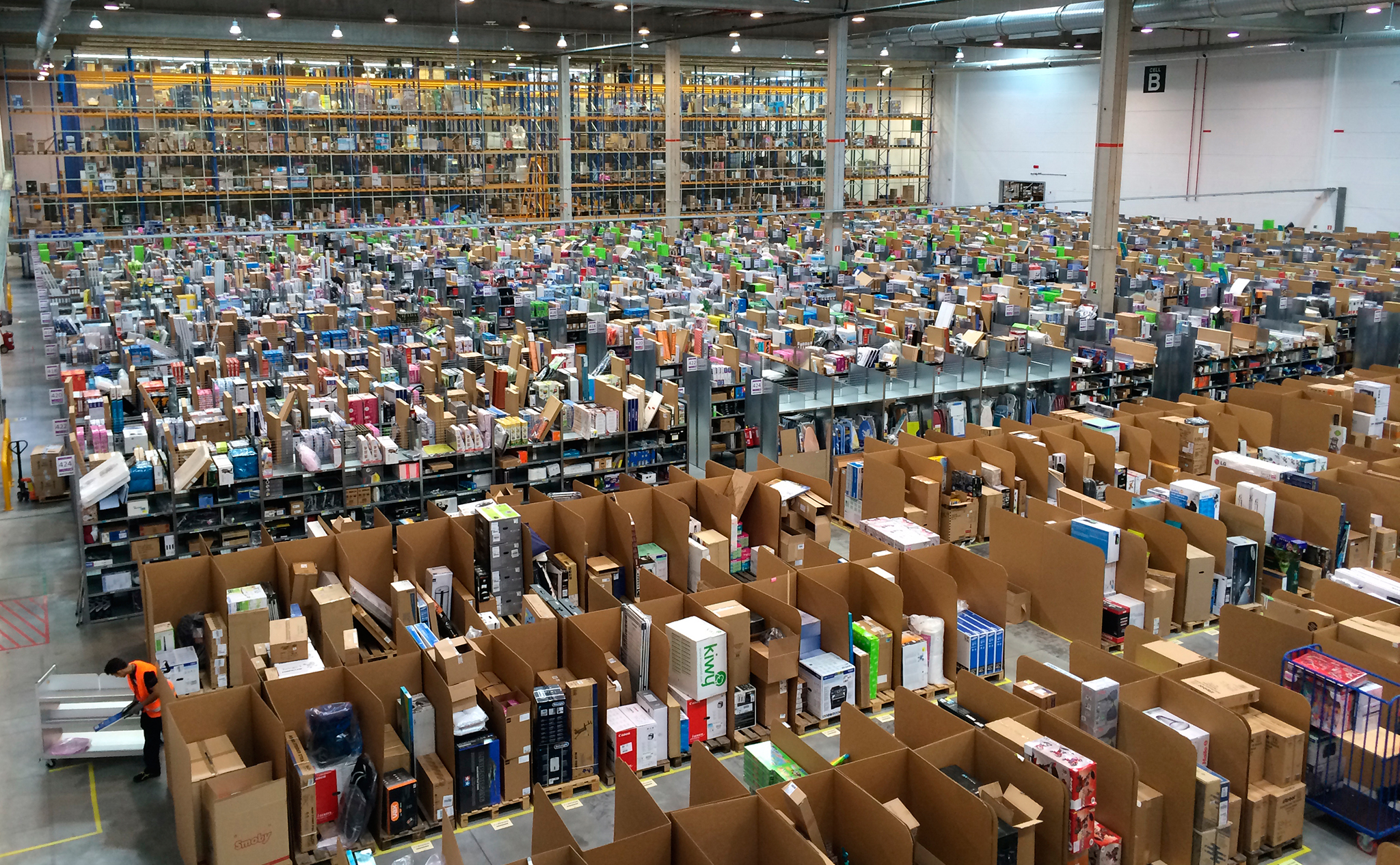
Einblick in das spanische Logistikzentrum von Amazon España in San Fernando de Henares bei Madrid (2013)

Amazon Präsenz weltweit
Eigene Website
Werden über Nachbarländer bedient

Amazon hat lokalisierte Websites für die USA (.com), für das Vereinigte Königreich (.co.uk), Frankreich (.fr), Kanada (.ca), Deutschland (sowie: Österreich; Schweiz und Liechtenstein) (.de), Italien (.it), Spanien (.es), Niederlande (.nl), Australien (.com.au), Brasilien (.com.br), Japan (.co.jp), China (.cn), Indien (.in), Mexiko (.com.mx), Singapur (.com.sg), Türkei (.com.tr), Schweden (.se), Ägypten (.eg) und Polen (.pl).
Die Marktplätze in China (amazon.cn) und in Indien (amazon.in) sind derzeit nur für Händler zugänglich, die innerhalb dieser Länder ansässig sind. Die Einrichtung einer lokalisierten Präsenz in Schweden (.se) wurde im August 2020 angekündigt.
In Ägypten hat Amazon eine lokale Website gekauft und Händler sowie Kunden migriert.
| Kontinent               | Land                         | Domain        | Einführung     |
| ----------------------- | ---------------------------- | ------------- | -------------- |
| Asien                   | Volksrepublik China          | amazon.cn     | September 2004 |
| Asien                   | Indien                       | amazon.in     | Juni 2013      |
| Asien                   | Japan                        | amazon.co.jp  | November 2000  |
| Asien                   | Singapur                     | amazon.com.sg | Juli 2017      |
| Asien                   | Türkei                       | amazon.com.tr | September 2018 |
| Asien                   | Vereinigte Arabische Emirate | amazon.ae     | Mai 2019       |
| Europa                  | Frankreich                   | amazon.fr     | August 2000    |
| Europa                  | Vereinigtes Königreich       | amazon.co.uk  | Oktober 1998   |
| Europa                  | Deutschland                  | amazon.de     | Oktober 1998   |
| Europa                  | Italien                      | amazon.it     | November 2010  |
| Europa                  | Niederlande                  | amazon.nl     | November 2014  |
| Europa                  | Spanien                      | amazon.es     | September 2011 |
| Europa                  | Schweden                     | amazon.se     | Oktober 2020   |
| Europa                  | Polen                        | amazon.pl     | März 2021      |
| Nordamerika             | Kanada                       | amazon.ca     | Juni 2002      |
| Nordamerika             | Mexiko                       | amazon.mx     | August 2013    |
| Nordamerika             | Vereinigte Staaten           | amazon.com    | Juli 1995      |
| Australien und Ozeanien | Australien                   | amazon.com.au | November 2017  |
| Afrika                  | Ägypten                      | amazon.eg     | September 2021 |
| Südamerika              | Brasilien                    | amazon.com.br | Dezember 2012  |

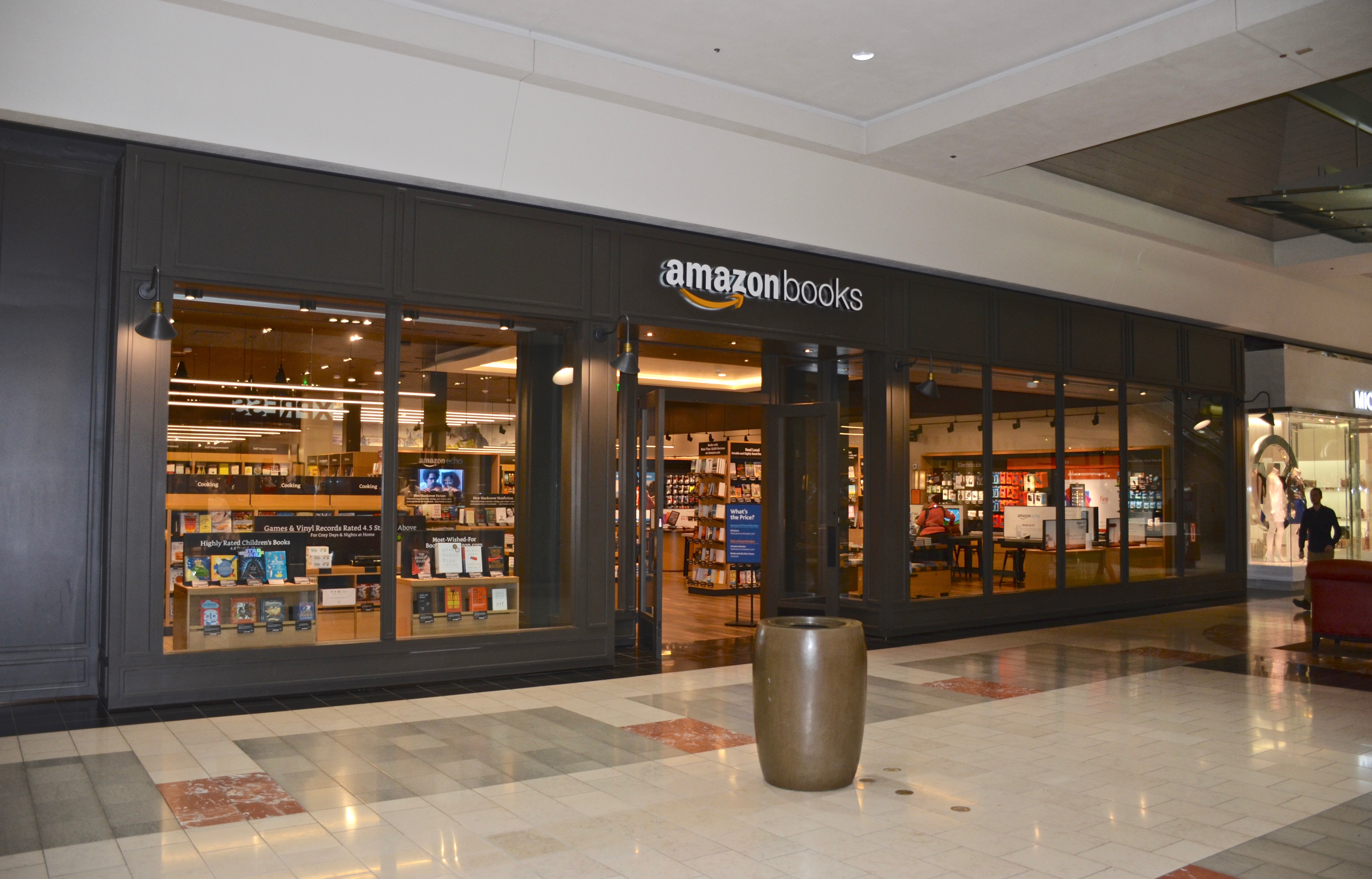
Amazon Books Store in Tigard im US-Bundesstaat Oregon (2017)

Der Sitz der Konzernzentrale ist Seattle im US-Bundesstaat Washington, die europäische Unternehmenszentrale und Verwaltungssitz befindet sich in Luxemburg.
Seit 2005 unterhält Amazon ein Software-Entwicklungszentrum in Iași (Rumänien), im Juli 2011 eröffnete Amazon ein Seller-Support-Zentrum in Bratislava (Slowakei).
Händler in Europa können mit den FBA (Versand durch Amazon) Services von Amazon gegen eine Gebühr das Vertriebs- und Lagernetzwerk von Amazon nutzen.
Im Herbst 2013 wurde bekannt, dass Amazon drei neue Logistikzentren in Polen plant – eines in der Nähe von Posen (Poznań) (POZ1, seit Herbst 2014), die beiden anderen bei Breslau (Wrocław) (WRO1/WRO2, seit Herbst 2014). Weiters sollten zwei Verteilzentren in Tschechien entstehen, eines in Brünn (Brno), das andere in der Nähe des Flughafens Prag. Im März 2014 wurde bekannt, dass der Bau des Logistikzentrums in Brno vorerst am Votum der Stadtvertretung gescheitert sein dürfte, die Gegner des Projektes argumentierten mit einer zu erwartenden hohen Belastung durch Lkw-Verkehr.
Im Juni 2014 hat Amazon damit begonnen, Warenlieferungen für Deutschland über die neuen polnischen und tschechischen Logistikzentren umzuleiten. Die Warenlagerung in Polen und Tschechien wird als Versandprogramm „Mitteleuropa“ bezeichnet und von Amazon Services Europe mit 0,50 € günstigeren Amazon-Fulfillment-Gebühren pro Einheit beworben.
Im Jahr 2017 eröffnete Amazon in Polen sein viertes Logistikzentrum in Kołbaskowo und ein fünftes Logistikzentrum in Sosnowiec. Ferner entstand ein neues Rücksendezentrum in der Slowakei.
| Art des Standorts            | Standort                           | Land       | Kürzel              | In Betrieb                                      | Fläche        | Mitarbeiter (2018) |
| ---------------------------- | ---------------------------------- | ---------- | ------------------- | ----------------------------------------------- | ------------- | ------------------ |
| Logistikzentrum              | Bielany Wrocławskie (nahe Breslau) | Polen      | WRO1 WRO2 WRO3 WRO4 | WRO1 (2014) WRO2 (2014) WRO3 (2015) WRO4 (2015) | 2 × 95.000 m² |                    |
| Logistikzentrum              | Sady (nahe Posen)                  | Polen      | POZ1                | 2014                                            | 95.000 m²     |                    |
| Logistikzentrum              | Kołbaskowo (nahe Stettin)          | Polen      | SZZ1                | 2017                                            | 161.000 m²    | 1000               |
| Logistikzentrum              | Sosnowiec (nahe Kattowitz)         | Polen      | KTW1                | Q4 2017                                         | 135.000 m²    | 3000               |
| Software-Entwicklungszentrum | Danzig                             | Polen      |                     |                                                 |               |                    |
| Zentrale                     | Prag-Dejvice                       | Tschechien | PRG10               | 2015                                            | 5.800 m²      | 2000               |
| Rücksendezentrum             | Dobrovice (nahe Prag)              | Tschechien | PRG1                | 2013–2018                                       | 25.000 m²     | 1000               |
| Logistikzentrum              | Dobrovice (nahe Prag)              | Tschechien | PRG2                | 2015                                            | 95.000 m²     | 5000               |
| Zentrale                     | Bratislava                         | Slowakei   | BTS1                | 2011                                            |               | 850                |
| Rücksendezentrum             | Sereď                              | Slowakei   | BTS2                | Q3 2017                                         | 60.000 m²     | 1000               |

### Deutschland

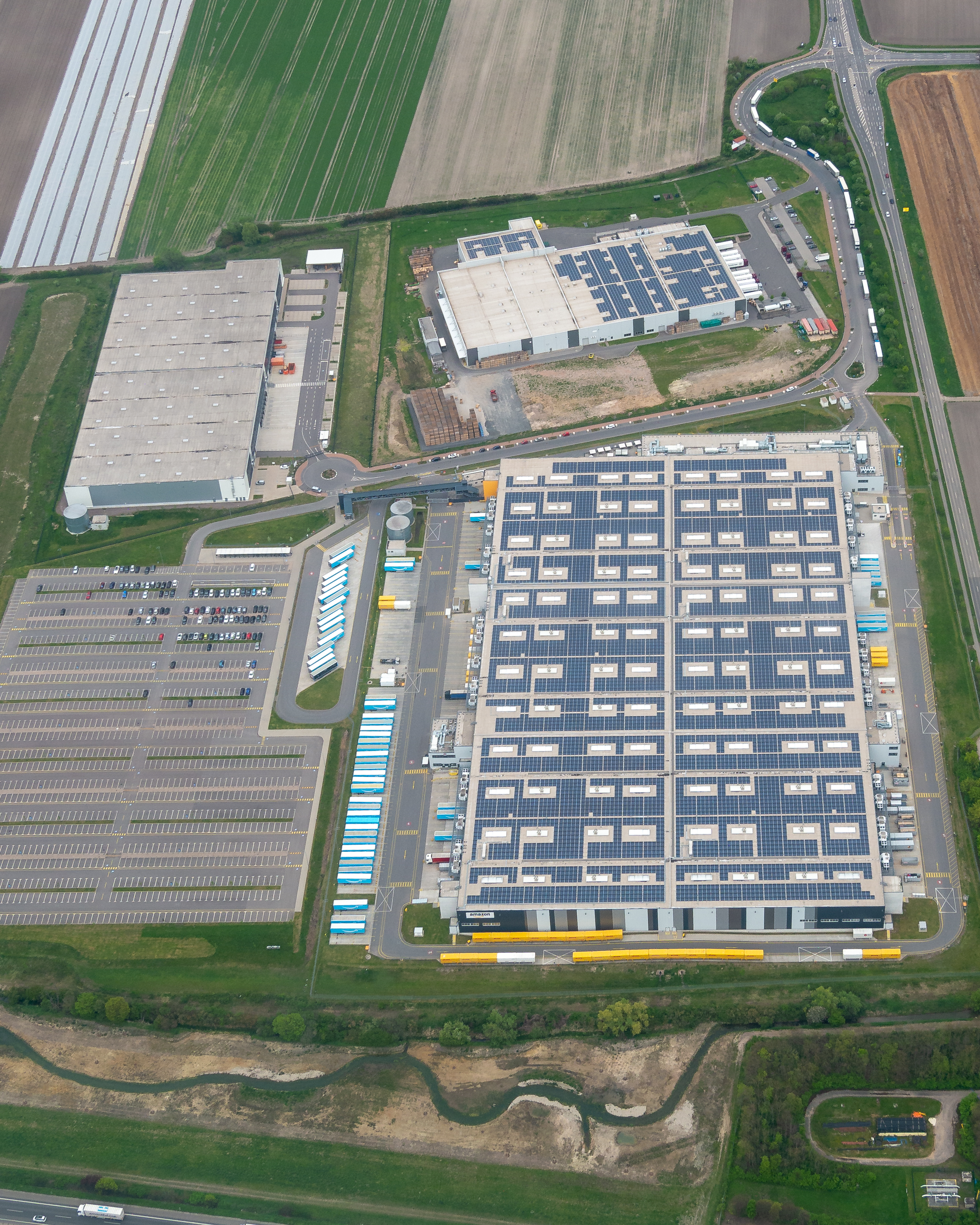
Sortierzentrum FRA7 in Frankenthal (Pfalz)

Die deutschsprachige Webpräsenz Amazon.de wird von der Amazon Europe Core S.à r.l. in Luxemburg betrieben und ging am 15. Oktober 1998 online. Die Entwicklungsabteilung der Website Amazon.de in München wurde Mitte 2004 geschlossen und ein Großteil der Mitarbeiter entlassen. Länderspezifische Anpassungen nehmen nun die britische Tochter Amazon.co.uk in Slough oder direkt Amazon.com in Seattle vor. Leiter der deutschen Zweigniederlassung der Amazon EU S.à r.l. sowie Österreichs und der Schweiz ist seit 2022 Rocco Bräuniger, der seit 2006 im Unternehmen ist.
Deutschland ist der wichtigste Auslandsmarkt für Amazon: Der Umsatz des Deutschland-Geschäfts von Amazon (amazon.de) belief sich im Jahr 2022 auf 33,6 Milliarden US-Dollar. Deutschland stand somit 2022 für 6,5 Prozent des Gesamtumsatzes von Amazon, der sich auf 514 Milliarden US-Dollar belief.
Ein Vergleich mit dem Gesamtumsatz des deutschen Online-Handels im Jahr 2022, der nach dem Bundesverband E-Commerce und Versandhandel Deutschland bei 90,4 Milliarden Euro lag, ist nicht direkt möglich, da in den von Amazon veröffentlichten Zahlen nicht nur der Handelsumsatz, sondern auch der aus Deutschland stammende Umsatz aus weiteren Unternehmensbereichen wie Amazon Web Services und Innenumsätze aus dem Provisionsgeschäft des Marktplatzgeschäftes enthalten ist.

#### Standorte in Deutschland
Ein Fulfillmentcenter wurde im August 2019 in Mönchengladbach eröffnet. Im September 2019 wurden Eröffnungen weiterer Sortier- und Paketverteilzentren in Schönefeld bei Berlin, Bremen, Wunstorf bei Hannover, Völklingen, Nürnberg, Eggolsheim, Potsdam, Eschweiler, Borgstedt und Nützen angekündigt. Amazon ist auch einer der Partner in der Forschungsinitiative „Cyber Valley“ für Forschung an Künstlicher Intelligenz, die in Tübingen und Stuttgart angesiedelt ist.
Im September 2021 gab Amazon bekannt, dass bis Mitte 2022 acht weitere Logistikzentren errichtet werden sollen. Es würden dadurch 3.000 unbefristete Arbeitsplätze neu geschaffen. Ende 2021 hätte Amazon in Deutschland 28.000 Beschäftigte mit Festanstellung.
In Deutschland unterhält Amazon folgende Standorte:
| Art des Standorts                          | Standort                 | Kürzel          | Inbetriebnahme                                                                    | Fläche                                              | Mitarbeiter              |
| ------------------------------------------ | ------------------------ | --------------- | --------------------------------------------------------------------------------- | --------------------------------------------------- | ------------------------ |
| Zentrale (Amazon Deutschland)              | München-Schwabing        | MUC2            | 2010                                                                              |                                                     |                          |
| Kundenservice-Zentrum                      | Regensburg               | REG1            | 1998                                                                              |                                                     |                          |
| Kundenservice-Zentrum                      | Berlin-Mitte             | BER1            | Juli 2011                                                                         |                                                     |                          |
| Logistikzentrum                            | Achim                    | BRE4            | Mai 2021                                                                          | 47.000 m²                                           | ca. 1000                 |
| Logistikzentrum                            | Ahlhorn                  | BRE2            | August 2023                                                                       | 52.000 m²                                           | ca. 1000                 |
| Logistikzentrum                            | Bad Hersfeld             | FRA1 FRA3       | 1999 (FRA1) 2009 (FRA3)                                                           | 42.000 m² (FRA1) 110.000 m² (FRA3)                  | ca. 4000 (FRA1+FRA3)     |
| Logistikzentrum                            | Leipzig                  | LEJ1            | August 2006                                                                       | 75.000 m²                                           | 1900                     |
| Logistikzentrum                            | Werne                    | EDE4 EDE5 DTM1  | 2010 (EDE4) 2011 (EDE5) September 2017 (DTM1)                                     | 60.000 m² (EDE4) 70.000 m² (EDE5) 100.000 m² (DTM1) | 1800                     |
| Logistikzentrum                            | Rheinberg                | DUS2            | 2011                                                                              | 110.000 m²                                          | 1900                     |
| Logistikzentrum                            | Graben                   | MUC3            | September 2011                                                                    | 110.000 m²                                          | 1900                     |
| Logistikzentrum                            | Koblenz                  | CGN1            | September 2012                                                                    | 110.000 m²                                          | 1900                     |
| Logistikzentrum                            | Pforzheim                | STR1            | Herbst 2012                                                                       | 110.000 m²                                          | 1000 + 2000 Saisonkräfte |
| Logistikzentrum                            | Brieselang               | BER3            | Oktober 2013                                                                      | 65.000 m²                                           | 671 + 2000 Saisonkräfte  |
| Logistikzentrum                            | Dortmund                 | DTM2            | September 2017                                                                    | 45.000 m²                                           | 1000                     |
| Logistikzentrum                            | Winsen (Luhe)            | HAM2            | Juni 2017                                                                         | 64.000 m²                                           | 1000                     |
| Logistikzentrum                            | Frankenthal (Pfalz)      | FRA7            | August 2018                                                                       | 50.000 m²                                           | 2000                     |
| Logistikzentrum                            | Dortmund                 | DTM3            | 21. Januar 2019                                                                   |                                                     | 2000                     |
| Logistikzentrum                            | Mönchengladbach          | DUS4            | August 2019                                                                       | 110.000 m²                                          | 1000                     |
| Logistikzentrum                            | Oelde                    | PAD1            | Juli 2020                                                                         | 110.000 m²                                          | 1000                     |
| Logistikzentrum                            | Sülzetal                 | LEJ3            | Herbst 2020                                                                       |                                                     | 1200                     |
| Logistikzentrum                            | Gera                     | LEJ5            | 30. August 2021                                                                   | 43.000 m²                                           | 1000                     |
| Logistikzentrum                            | Heidenheim               | STR2            | April 2022                                                                        |                                                     |                          |
| Logistikzentrum                            | Hof/Gattendorf           | NUE1            | Mai 2022                                                                          | 45.000 m²                                           | 1900                     |
| Logistikzentrum                            | Kaiserslautern           | SCN2            | 5. September 2022                                                                 | 48.000 m²                                           | 1200                     |
| Paketverteilzentrum                        | Kaltenkirchen            | DHH2            | August 2022                                                                       | 12.000 m²                                           | 400                      |
| Logistikzentrum (IXD-Umverteilungszentrum) | Helmstedt                | HAJ1            | 15. August 2022                                                                   | 44.000 m²                                           | 1100                     |
| Fulfillment (DHL)                          | Ludwigsau                | XDEB            |                                                                                   |                                                     |                          |
| Fulfillment (Hermes Fulfilment)            | Melle                    | XDEF            |                                                                                   |                                                     |                          |
| Fulfilment (Kühne + Nagel)                 | Rennerod                 | XDEH            |                                                                                   |                                                     |                          |
| Fulfillment (GEODIS Logistics Deutschland) | Neu Wulmstorf            | XDEI            |                                                                                   |                                                     |                          |
| Fulfillment (Baur Versand)                 | Sonnefeld                | XDEJ            |                                                                                   |                                                     |                          |
| Fulfillment (DHL)                          | Bremen                   | XDEK            |                                                                                   |                                                     |                          |
| Fulfillment (GEODIS Logistics Deutschland) | Malsfeld                 | XDET            | September 2016                                                                    |                                                     |                          |
| Paketverteilzentrum                        | Berlin (Nord)            | DBE1            |                                                                                   | 15.000 m²                                           | 40                       |
| Paketverteilzentrum                        | Berlin (Süd)             | DBE2            | 2019                                                                              |                                                     |                          |
| Paketverteilzentrum                        | Olching                  | DMU1            | September 2015                                                                    |                                                     | 80 + 60 Saisonkräfte     |
| Paketverteilzentrum                        | München-Daglfing         | DMU2            | Mai 2017                                                                          | 60 + 40 Saisonkräfte                                |                          |
| Paketverteilzentrum                        | Bochum                   | DNW1            | 30. März 2017                                                                     | 8.300 m²                                            | 60                       |
| Paketverteilzentrum                        | Düsseldorf               | DNW3            |                                                                                   |                                                     |                          |
| Paketverteilzentrum                        | Aachen                   |                 | 13. Oktober 2021                                                                  | 6.600 m²                                            | 170                      |
| Paketverteilzentrum                        | Eschweiler               | DNW7            | Mai 2019                                                                          |                                                     |                          |
| Paketverteilzentrum                        | Raunheim                 | DHE1            | Februar 2018                                                                      |                                                     |                          |
| Paketverteilzentrum                        | Mannheim-Friedrichsfeld  | DBW1            | September 2018                                                                    |                                                     |                          |
| Paketverteilzentrum                        | Erfurt                   | DTH1            | Ende September 2019                                                               | 22.000 m²                                           | 100                      |
| Paketverteilzentrum                        | Bremen                   | DHB1            | Oktober 2019                                                                      | 7.800 m²                                            |                          |
| Paketverteilzentrum                        | Cloppenburg              | DNM6            | Oktober 2019                                                                      | 8.000 m²                                            |                          |
| Paketverteilzentrum                        | Schortens                | DNM7            | Februar 2021                                                                      | 7.000 m²                                            | 100                      |
| Paketverteilzentrum                        | Knüllwald                | DHE8 jetzt DHE3 | Oktober 2019                                                                      |                                                     |                          |
| Paketverteilzentrum                        | Wunstorf-Luthe           | DNM1            | 23. Oktober 2019                                                                  |                                                     | 200                      |
| Paketverteilzentrum                        | Lampertswalde            | DSY2            | November 2019                                                                     |                                                     |                          |
| Paketverteilzentrum                        | Neuwied                  | DRP2            | November 2019                                                                     |                                                     |                          |
| Paketverteilzentrum                        | Echzell-Grund-Schwalheim |                 | unbekannt (ursprünglich Herbst 2020, Baustopp zwischen Mai 2021 und Februar 2024) | 8.500 m²                                            | 130                      |
| Paketverteilzentrum                        | Gersthofen               | DBY2            | 2020                                                                              | 7.500 m²                                            | 150                      |
| Paketverteilzentrum                        | Emden                    | DNM4            | Frühjahr 2021                                                                     | 30.500 m²                                           | 70                       |
| Sortierzentrum                             | Krefeld                  | DTM8            | Sommer 2017                                                                       |                                                     |                          |
| Sortierzentrum                             | Garbsen                  | HAJ8            | September 2018                                                                    |                                                     |                          |
| Sortierzentrum                             | Dormagen                 | CGN9            | Q4 2018                                                                           |                                                     |                          |
| Sortierzentrum                             | Gernsheim                | FRAX            | August 2019                                                                       |                                                     |                          |
| Sortierzentrum                             | Eggolsheim               | NUE9            | September 2019                                                                    |                                                     |                          |
| PrimeNow Fulfillment                       | Berlin-Charlottenburg    | UDE1            |                                                                                   |                                                     |                          |
| PrimeNow Fulfillment                       | München                  | UDE3            |                                                                                   |                                                     |                          |
| Software-Entwicklungszentrum               | Berlin-Mitte             | BER12           | Mai 2013                                                                          |                                                     |                          |
| Software-Entwicklungszentrum               | Berlin-Mitte             | BER13           |                                                                                   |                                                     |                          |
| Software-Entwicklungszentrum               | Dresden                  |                 | Mai 2013                                                                          |                                                     |                          |
| Sortierzentrum                             | Witten                   | DTM9            | November 2020                                                                     | 34.900 m²                                           | 600                      |

### Österreich
Amazon erzielt nach Schätzungen (vgl. bspw. Statista) den größten Umsatz im österreichischen Onlinegeschäft. Offizielle Angaben seitens Amazon gibt es dazu nicht, da der Onlinehändler den Umsatz nach einzelnen Ländern nicht bekannt gibt. In den österreichischen Logistikstandorten beschäftigt Amazon über 500 Mitarbeiter. Anfang 2021 hat Amazon einen eigenen Österreich-Shop gestartet. Mit der Rubrik Amazon Kleine Unternehmen sollen gezielt regionale Unternehmen und Produkte aus Österreich für Kunden sichtbarer werden. Laut Angaben von Amazon verkaufen über 2.500 österreichische kleine und mittlere Unternehmen ihre Produkte über den Marketplace. 2021 erwirtschafteten diese zum Teil bis zu 85 % ihres Umsatzes durch Verkäufe ins Ausland. Damit machten die österreichischen KMU einen Exportumsatz von 500 Millionen Euro. Durch den Ausbau ihres Onlinegeschäfts wurden bis 2020 10 000 Arbeitsplätze von KMUs, die bei Amazon verkaufen, in Österreich geschaffen. Kunden aus Österreich finden auf der Portalseite Amazon.at mit einigen Ausnahmen die gleiche Produktpalette wie bei Amazon.de, da es in manchen Fällen Einschränkungen für die Lieferung nach Österreich gibt. Verkäufer aus Österreich können nach Registrierung über ihr Konto Kunden der fünf EU-Marktplatzseiten (Amazon.co.uk, Amazon.fr, Amazon.de, Amazon.it und Amazon.es) erreichen.

#### Standorte in Österreich
Amazon baut seine Standorte in Österreich seit 2016 aus und hat 2020 über 100 Millionen Euro in die österreichischen Standorte investiert.
- 2016 eröffnete Amazon in Graz sein damals 14. Forschungs- und Entwicklungszentrum in Europa[142][143]
- Seit 2017 betreibt Amazon Web Services eine Edge Location in Wien
- Im Oktober 2018 eröffnete Amazon in Großebersdorf sein erstes Verteilzentrum in Österreich.[144][145]
- Im Februar 2020 eröffnete Amazon Web Services ein Büro in Wien[146]
- Im Juli 2020 ging Amazons zweites Verteilzentrum in Österreich, im 23. – südlichsten – Wiener Gemeindebezirk Liesing, mit einer 7.900 m² großen Halle in Betrieb[147][148]
- Im Februar 2021 wurde ein weiteres Verteilzentrum in Wiener Bezirk Simmering eröffnet[149]
- Ende 2021 bezog Amazon Web Services ein größeres Büro in The Icon Vienna[150]
- Mitte September 2022 eröffnete Amazon sein viertes Verteilzentrum in Österreich – mit 7.900 m² und 100 Mitarbeitern – in Klagenfurt[151]
- In Premstätten südlich von Graz betreibt Amazon seit September 2024 sein fünftes Verteilzentrum in Österreich. Es ist mit 11.100 m² das größte in Österreich und hat die interne Kennung DAP8.[152][153]

### Schweiz und Liechtenstein
Kunden aus der Schweiz und Liechtenstein können die Dienste von Amazon Deutschland, im Falle der Schweiz auch von Amazon Frankreich oder Amazon Italien, nutzen, wobei aber die Preise angepasst (wegen deutlich unterschiedlicher Umsatzsteuersätze), Inhalte lokalisiert und die Dienstleistungen abgestimmt sind. Amazon nimmt auch auf diesen Absatzmärkten eine bedeutende Stellung ein, obwohl es 2016 in der Schweiz beim geschätzten Umsatz mit 475 Mio. CHF nur auf Platz 3 hinter digitec.ch mit 602 Mio. CHF und Zalando mit 534 Mio. CHF lag. Allerdings war bisher das Angebot stark eingeschränkt. Dies hat sich jedoch zwischen Ende 2017 und Anfang 2018, dank einer Zusammenarbeit mit der Schweizerischen Post, etwas geändert. Dabei ist zu beachten, dass amazon.ch und amazon.li direkt auf amazon.de umleiten. Entgegen der schweizerischen Gesetzgebung werden deshalb auch die höheren Deutschland-Preise (anderer Steuersatz) angezeigt – erst beim Schritt des Bezahlvorganges werden diese Preise dann reduziert, solange eine Lieferadresse in der Schweiz oder in Liechtenstein angegeben wird. 2019 lag Amazon, bei einem geschätzten Umsatz von 700 Mio. CHF, nach wie vor auf Platz 3. Seit dem 1. Januar 2019 liefern amazon.com und amazon.ca nicht mehr an Adressen im Schweizer Zollgebiet. 2022 betrug der geschätzte Schweizer Umsatz bei amazon.de 850 Mio. CHF und lag auf dem vierten Platz der umsatzstärksten Onlineshops in der Schweiz.

## Angebotene Dienste
| Geschäft                  | Anteil |
| ------------------------- | ------ |
| Online-Shops              | 40,3 % |
| Drittanbieterverkäufe     | 24,4 % |
| Amazon Web Services       | 15,6 % |
| Werbung                   | 8,2 %  |
| Abonnementdienste (Prime) | 7,0 %  |
| Physischer Einzelhandel   | 3,5 %  |
| Sonstige                  | 0,9 %  |

Amazon betreibt neben dem Hauptgeschäft Onlineversandhandel zahlreiche weitere Dienste wie beispielsweise den Hörbuchanbieter Audible, das Analyse-Tool Alexa Internet, die Filmdatenbank IMDb und das Live-Streaming-Portal Twitch. Die Cloud-Computing-Sparte Amazon Web Service ist einer der wachstumsstärksten und ertragreichsten Geschäftsbereiche des Unternehmens. Außerdem entwickelt Amazon seinen eigenen Suchalgorithmus namens A9, der für die Suchfunktion auf Amazon eingesetzt wird.

### Amazon Marketplace
Daneben bietet Amazon den privaten oder kommerziellen Verkauf von gebrauchten oder neuen Waren an. Diese Angebote über Amazon sind als Alternativen zum „offiziellen“ Amazon-Produkt (Amazon Marketplace) aufgelistet und erwirtschaften den Hauptanteil des Betriebsergebnisses. Pro verkauftem Artikel behält Amazon eine Provision von bis zu 45 Prozent des Verkaufspreises und zusätzlich 0,99 Euro für private Verkäufer ein sowie eine von Produktgruppe und Käuferland abhängige Versandtransaktionsgebühr, bei Büchern nach Deutschland beispielsweise 1,16 Euro. Diese Gebühr wird von Amazon auch in dem Fall berechnet, wenn der Artikel privat verkauft (und versendet) wird. Der Käufer zahlt in Deutschland bei Büchern, DVDs, CDs u. ä. 3 Euro pro Artikel, womit Versandkosten und Provision abgedeckt sind, auch wenn der einzelne Artikel nur 0,01 Euro kostet.
Daneben gibt es weitere Hilfsmittel für Anbieter von Artikeln. Amazon Advantage gibt Unternehmen und natürlichen Personen die Möglichkeit, ihre Produkte über den Amazon-Produktkatalog zu offerieren. Den Versand erledigt die Amazon Logistik GmbH auf Nachfrage („on demand“). Im Gegensatz zu Amazon Marketplace (wo der Verkäufer den Versand und die Logistik organisiert) nimmt Amazon vom Anbieter die Artikel in Kommission und lagert sie im Logistikzentrum. Die Artikel werden im „normalen“ Amazon-Katalog geführt, d. h. nicht über die anderen verfügbaren Plattformen wie Shops, Auktionen oder den Marketplace. Amazon.com vertreibt seit April 2004 auch eigene Produkte unter verschiedenen Handelsmarken wie Strathwood für Gartenmobiliar, Pinzon für den Wohnbereich und Pike Street als Billigmarke. Populär wurde Amazon u. a. auch durch den Einsatz von Recommendation Engines („Kunden, die Produkt A gekauft/gesucht haben, haben auch B gekauft!“).

### Prime Video
Seit 2005 bietet Amazon.de einen DVD-Verleih Lovefilm an. Ab Mitte September 2006 startete es den Verkauf von FSK-18-DVDs; einen Verleih von nicht jugendfreien Titeln plante das Versandhaus zunächst nicht. 2008 übertrug Amazon diese Sparte an Lovefilm (Eigenschreibweise LOVEFiLM).
Im Januar 2011 wurde bekannt, dass Amazon Lovefilm komplett übernehmen wird. Im März 2013 wurde berichtet, dass Amazon eigene Fernsehserien produzieren will, die exklusiv auf eigenen Streaming-Angeboten vermarktet werden sollen. Im Februar 2014 wurde das komplette Lovefilm-Angebot in die Amazon-Plattform implementiert. Das Streaming-Angebot nannte sich nun Amazon Instant Video.
Am 26. Februar 2014 ging unter dem Namen Amazon Instant Video ein auf Deutschland beschränktes Video-on-Demand-Angebot online, welches das Angebot von Lovefilm beinhaltet. Die Marke Lovefilm wurde in diesem Zuge aufgelöst. Ab September 2015 verkürzte der Anbieter – zunächst in den USA, später weltweit – den Namen auf Amazon Video. Seit Februar 2018 vermarktet Amazon jegliche Video-Inhalte, unabhängig von kostenlosen oder kostenpflichtigen Angeboten, unter dem Namen „Prime Video“.

### Amazon Music
Im September 2007 startete Amazon in den USA mit der öffentlichen Beta-Phase des Musik-Downloadshops Amazon Music (ehemals Amazonmp3) und trat damit in den Wettbewerb der Online-Musikdienste ein. Die mehr als zwei Millionen Titel von über 180.000 Interpreten der Partner EMI, Universal und zahlreichen Independent-Labels werden DRM-frei im MP3-Format mit 256 kbit/s angeboten. Mit dem Verzicht auf einen Kopierschutz können die MP3-Dateien auf nahezu allen digitalen Musik-Playern abgespielt und ohne Einschränkung auf CD gebrannt werden. Ausgewählte Songs enthalten digitale Wasserzeichen, die die Dateien als Amazon-Music kennzeichnen. Die Einzeltitel kosten zwischen 89 und 99 US-Cent, Alben zwischen 5,99 und 9,99 US-Dollar. Im April 2009 begann der MP3-Download-Dienst in Deutschland. Der Dienst bietet einige der über Amazon zum Verkauf stehenden CDs als digitale MP3-Downloads zu einem teilweise niedrigeren Preis an. Am 17. September 2019 kündigte Amazon Music die Einführung von Amazon Music HD an, einer neuen Stufe verlustfreier Musik mit mehr als 50 Millionen Songs in High Definition (16 Bit / 44,1 kHz) und Millionen von Songs in Ultra High Definition (24 (Bit) / 44 (kHz), 24/48, 24/96, 24/192), dem Streaming-Audio mit der höchsten verfügbaren Qualität. Im Juni 2022 eröffnete Amazon ein Büro in Berlin-Mitte für Künstlerinnen und Künstler, in dem sich unter anderem ein Green Room, ein Podcast-Studio sowie Dolby-Atmos-Technik befindet.

### Amazon Pay
Anfang August 2007 startete Amazon eine Beta-Version der Online-Bezahlfunktion Flexible Payments Service (FPS). Amazon Payments ist ein Dienst, mit dem Amazon-Kundenkonten auch bei Onlineshops genutzt werden können, die nicht zu Amazon gehören, ohne dass die Zahlungsdaten offengelegt werden müssten. Die Abrechnung erfolgt entweder über Kreditkarte, Debitkarte oder Lastschrift. Der Dienst, der seit 27. April 2011 bei deutschen Händlern verfügbar ist, ist für Kunden kostenlos, während Händler eine Gebühr pro Transaktion zu entrichten haben. Ab Februar 2017 wurde Amazon Payments in Amazon Pay umbenannt. Im November 2018 berichtete das Wall Street Journal, dass Amazon Pay möglicherweise bald in Restaurants und Tankstellen eingesetzt werden kann. Im November 2018 ging Amazon eine Kooperation mit Barzahlen.de ein.

### Amazon Prime

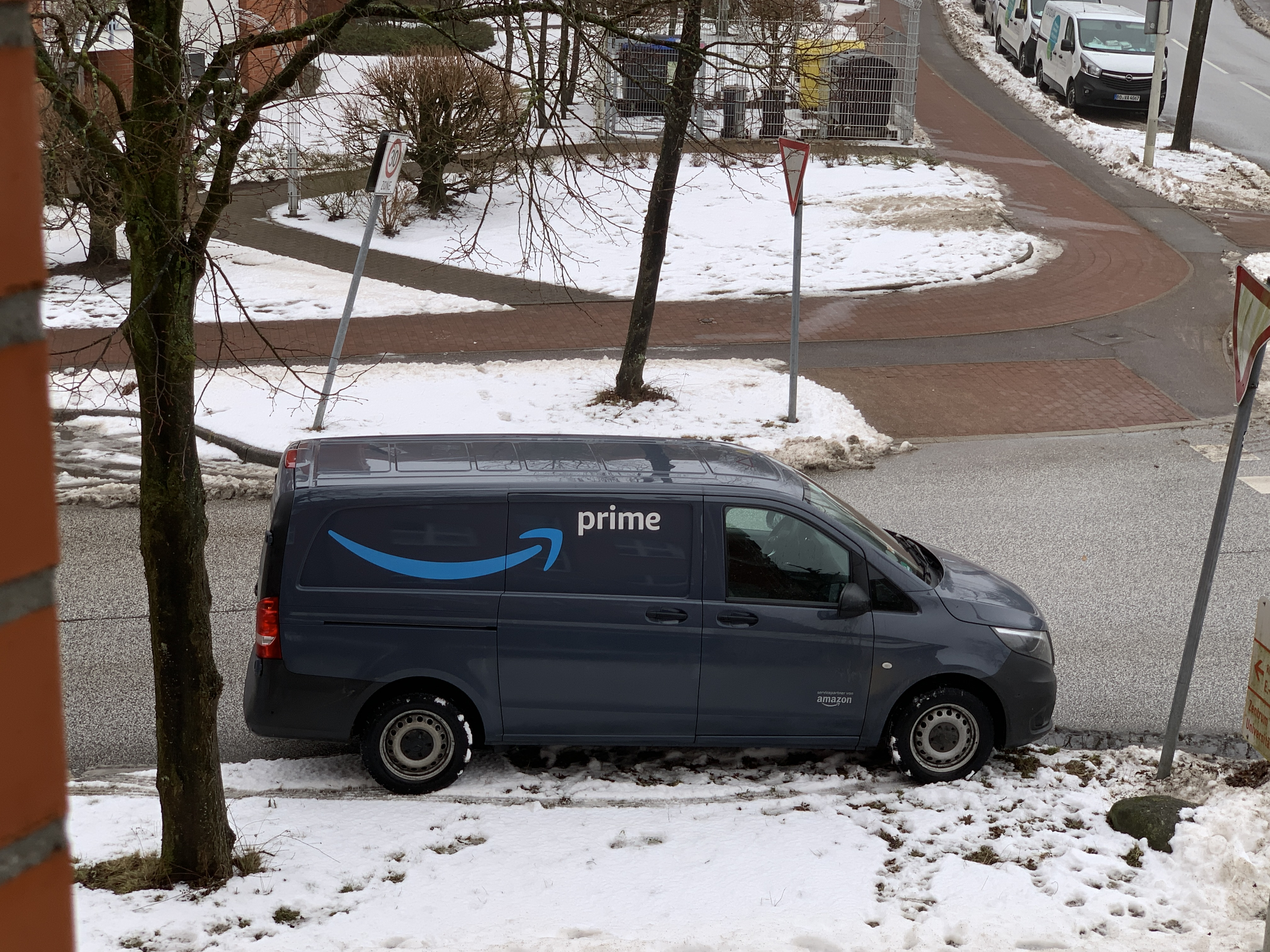
Auslieferung durch amazon prime

Seit November 2007 gibt es auch in Deutschland den Amazon-Prime-Dienst, bei dem nach Zahlung eines jährlichen Mitgliedsbeitrags (zunächst 29 Euro, später 49 Euro, bis 14. September 2022 69 Euro, aktuell 89 Euro) ohne weitere Kosten eine Vielzahl von Bestellungen am nächsten Tag – oder noch schneller mit vergünstigtem Expressversand – ausgeliefert wird. Außerdem kann man als Prime-Kunde unbegrenzt eine große Anzahl von Filmen und Serienepisoden (über Amazon Video) und Musik (über Prime Music) streamen.
Nach Untersuchungen des Analysten Morningstar hatte Amazon Anfang 2013 alleine in den USA rund 10 Millionen Prime-Kunden, die zusammen rund ein Drittel des operativen Gewinns generierten. Amazon selbst gab Ende 2015 bekannt, es gebe Prime-Kunden im „zweistelligen Millionenbereich“; in Amazons Jahresbericht 2017 hieß es, man verfüge über mehr als 100 Millionen Prime-Kunden weltweit.
Amazon bietet allen Kunden die Möglichkeit, „Amazon-Prime“ im Rahmen einer kostenlosen 30-tägigen Probemitgliedschaft zu testen; danach geht die Probemitgliedschaft in eine kostenpflichtige Mitgliedschaft über.
Im November 2014 gab Amazon bekannt, dass das Prime-Angebot von nun an auch in Österreich zur Verfügung stehe. Dort kann man die gleichen Services wie in Deutschland nutzen – lediglich die Morning- und Evening-Express-Versandoptionen stehen nicht zur Verfügung. Die Preisgestaltung ist mit der in Deutschland identisch.
Laut einer im Juli 2019 veröffentlichten Studie des deutschen Handelsforschungsinstituts IFH sind 17,3 Millionen Deutsche Amazon-Prime-Kunden.
Vom 15. bis zum 16. Juli 2019 fand der fünfte Amazon Prime Day statt, der erstmals zwei Tage dauerte. Es wurden weltweit mehr als 175 Millionen Produkte für über fünf Milliarden US-Dollar verkauft. Rund zwei Milliarden US-Dollar Umsatz erzielten dabei unabhängige Verkäufer.
Im Januar 2020 gab Jeff Bezos bekannt, es gebe weltweit über 150 Millionen zahlende Prime-Abonnenten. Im Frühjahr 2021 hatte Prime über 200 Millionen Abonnenten.
Mit der Saison 2021/2022 hat Sky die Übertragungsrechte an der UEFA Champions League neben DAZN auch an Prime verloren.
Das Landgericht Düsseldorf urteilte am 16. Januar 2025, die Klausel, mit der Amazon im Herbst 2022 sich selbst ein Recht zur Preiserhöhung zusprach, ohne die Kundschaft um Zustimmung zu bitten, sei unwirksam.

### Amazon Vine
Amazon richtete im Jahr 2007 in den USA und im Vereinigten Königreich, im Jahr 2010 in Deutschland das Programm Amazon Vine – Club der Produkttester ein. Hierbei erhalten von Amazon ausgewählte Kunden Zugang zu einer Auswahl von Produkten, welche kostenfrei zur Verfügung gestellt werden. Die Rezensionen werden – genau wie andere Benutzerrezensionen – auf den jeweiligen Produktseiten veröffentlicht, sind aber als Vine-Rezension kenntlich gemacht. Vine-Mitglieder können getestete Produkte nach Ablauf von sechs Monaten behalten. Ursprünglich wurden die Produkte in einem zweimal monatlich erscheinenden Newsletter vergeben. Zum August 2014 stellte Amazon den Vergabeprozess um, sodass nun mehr das Produktangebot, nach spezifischen Kategorien, regelmäßig aktualisiert wird. Am Amazon-Vine-Programm können als Anbieter nur sogenannte Vendoren teilnehmen, also Händler, die ihre Waren direkt an Amazon verkaufen. Um eine Beeinflussung der Händler auf die Rezensenten auszuschließen, fungiert Amazon bei Vine als eine Art Mittelsmann. Die Produkt-Samples werden dabei von einem Händler an das Warenlager von Amazon geschickt und von dort aus an Produkttester weitergeleitet. Es besteht allerdings die Einschränkung, dass pro Produkt maximal 30 Samples an Produkttester weitergeleitet werden können. Demzufolge könne je Angebot maximal 30 Rezensionen durch Vine generiert werden.
Die Verbraucherzentrale Nordrhein-Westfalen kritisierte das Programm, weil auffällig häufig positive Bewertungen das Bewertungssystem verzerrten.

### Amazon Dash

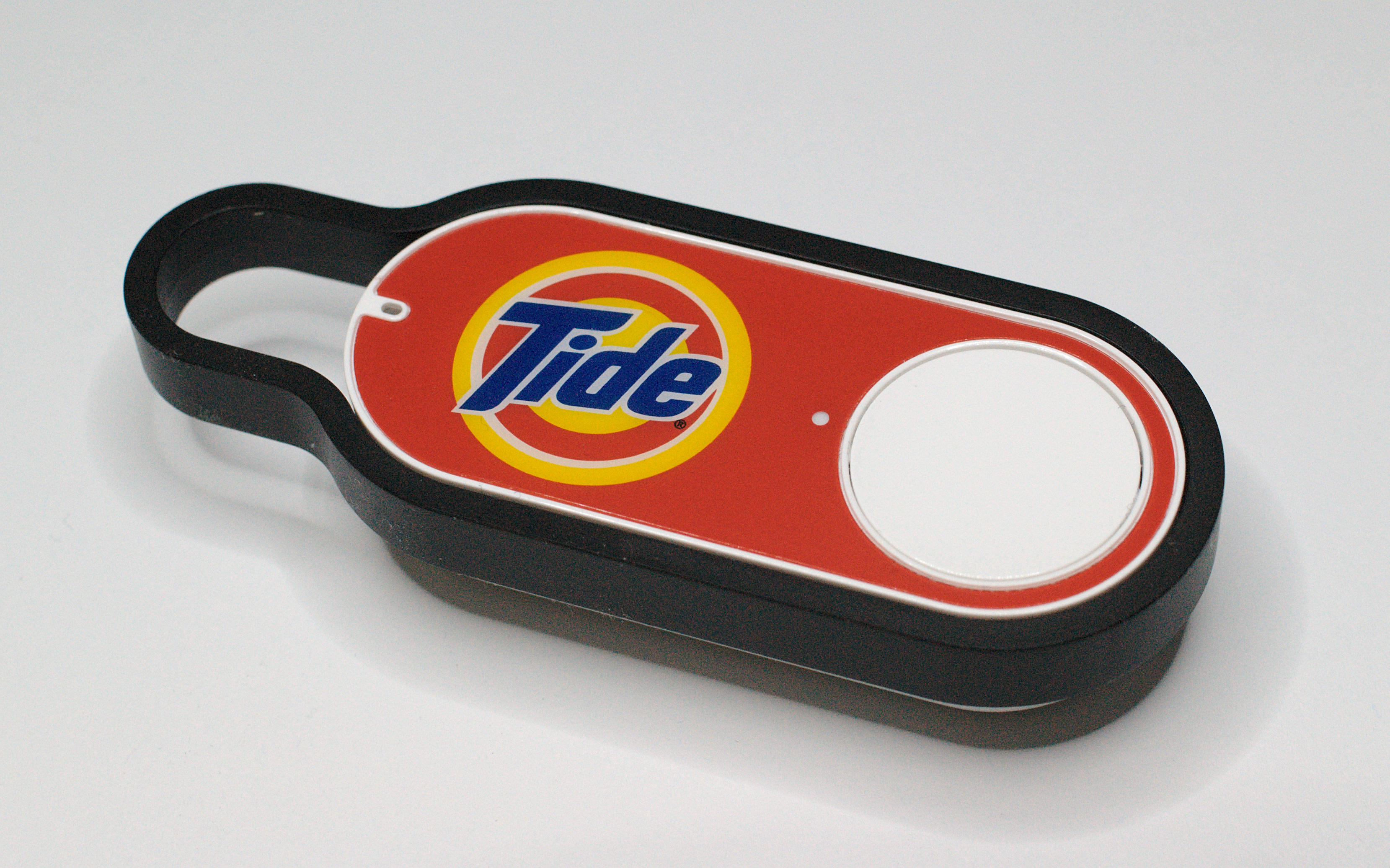
Amazon Dash, hier für ein Waschmittel

Bei Amazon Dash handelt es sich um ein drahtloses, batteriebetriebenes Gerät, das für Kunden von Amazon Prime auf Knopfdruck ein Produkt des täglichen Bedarfs bei Amazon bestellen kann. Die Datenübertragung findet über WLAN statt; der Anwender benötigt darüber hinaus eine Amazon-App und ein Smartphone. Die Dash-Buttons sind kostenpflichtig zu erwerben, jedoch wird der Kaufpreis bei der ersten Bestellung erstattet. Der Dienst wurde am 1. September 2016 in Deutschland gestartet, als es ungefähr 40 verschiedene Produkte gab, die bestellt werden konnten. Der Kunde sucht bei der Bestellung weder nach Produktalternativen noch stellt er Preisvergleiche mit anderen Lieferanten an. Ein Knopfdruck setzt die komplette Lieferkette in Gang. Sollte ein angefordertes Produkt nicht kurzfristig lieferbar sein, wird automatisch ein geeigneter Ersatzartikel der gleichen Produktart und derselben Marke, zum Beispiel jedoch mit leicht abweichender Füllmenge, ausgeliefert.
Um versehentliche Mehrfachbestellungen zu vermeiden, wird der Dash-Button nach einer Bestellung standardmäßig so lange blockiert, bis diese ausgeliefert wurde. Diese Sperre kann allerdings per Opt-in deaktiviert werden, so dass dann auch mehrfache Bestellungen ohne Bestätigung ausgelöst werden, wenn der Knopf betätigt wird. In der Standardeinstellung wird bei der Einrichtung des Dash-Buttons das WLAN-Kennwort von der App nicht nur an den Dash-Button, sondern auch an den Server von Amazon übertragen, womit es auch bei der Einrichtung weiterer Dash-Buttons im gleichen drahtlosen Netzwerk zur Verfügung steht. Diese Funktion kann der Anwender per Opt-out in der App deaktivieren. Die Standardeinstellung entspricht somit nicht den Anforderungen an Datenvermeidung und Datensparsamkeit.
Da darüber hinaus auf der Schaltfläche des Buttons der im elektronischen Geschäftsverkehr vorgeschriebene Hinweis fehlt, dass per Knopfdruck unmittelbar eine kostenpflichtige Bestellung ausgelöst wird, und da unmittelbar vor der Bestellung zum Beispiel Informationen über den Gesamtpreis sowie die wesentlichen Eigenschaften des Produkts mitgeteilt werden müssen, was beim Amazon Dash ebenfalls nicht erfolgt, wurde Amazon in Deutschland von der Verbraucherzentrale Nordrhein-Westfalen kurz nach der Markteinführung abgemahnt. Das Gerät ist inklusive nicht wiederaufladbarer Batterie voll verklebt und wird nach deren Entleerung obsolet bzw. zu Elektronikschrott.
Das im Gerät eingebaute Mikrophon dient offenbar lediglich bei Problemen mit der Konfiguration per WLAN zur akustischen Kommunikation mit iPhones.
Der Dash-Button lässt sich auch für andere Zwecke als die vom Amazon vorgesehene Bestellfunktion umnutzen. Für diese Fremdnutzung werden die im WLAN gesendeten Signale abgefangen und andere beliebige Funktionen ausgelöst. Zum Beispiel lassen sich damit unter anderem WLAN-Funksteckdosen schalten, SMS senden oder Hausautomatisierungen steuern.
Einige Gerichte haben den Dienst (Dash für Bestellungen nutzen) im Gebiet der Bundesrepublik Deutschland für rechtswidrig erklärt, beispielsweise das Landgericht München. Das Oberlandesgericht München gebot auf Unterlassung dieser Praxis.
Ende Februar 2019 wurde bekannt, dass Amazon den Verkauf der Dash-Buttons weltweit einstellen wird. Zu diesem Zeitpunkt wollte Amazon die bereits verkauften Dash-Buttons weiterhin unterstützen. Anfang August 2019 verkündete Amazon jedoch, die Bestellfunktion der physischen Dash-Buttons zu deaktivieren und weiterhin nur noch virtuelle Dash-Buttons auf der Website und in Apps zu unterstützen. Amazon wird jedoch weiterhin den AWS IoT Button verkaufen, der in der Lage ist, Programme über die Cloud auszuführen.

### AmazonFresh
AmazonFresh ist ein Lieferdienst, der Amazon Prime voraussetzt. Amazon bietet für das Programm eine Probemitgliedschaft von 30 Tagen an. Anschließend wird das Abonnement für monatlich 7,99 Euro verlängert. Die Mitgliedschaft kann jedoch monatlich gekündigt werden. Die Produktauswahl beschränkt sich auf 85.000 Artikel. Lieferkosten fallen für Bestellungen unter dem Warenkorbwert von insgesamt 40 Euro für die Städte Hamburg, Berlin und Potsdam und 50 Euro für die Stadt München an: Diese betragen gegenwärtig 3,99 Euro pro Lieferung. Bei der Lieferdauer wird ein Zeitfenster von zwei Stunden beworben, innerhalb der Zeit von 5:00 Uhr bis 22:00 Uhr. In Deutschland ist das Liefergebiet auf Teilabschnitte von Berlin, Potsdam, Hamburg und München beschränkt. Für die Auslieferung in Deutschland nutzt Amazon den Paket- und Brief-Express-Dienst DHL. Für den 14. Dezember 2024 kündigte Amazon die Einstellung des deutschen „Fresh“-Services an; als Grund wurde mangelnde Wirtschaftlichkeit genannt. Weltweit kann AmazonFresh auch in einigen Städten der Vereinigten Staaten, Japan und dem Vereinigten Königreich genutzt werden. Damit steht das Unternehmen in Konkurrenz zu den lokalen Einzelhändlern und zu Unternehmen wie Edeka und Rewe, die mit Bringmeister bzw. Rewe Online denselben Markt bedienen. Bei Letzteren muss man keine kostenpflichtige Mitgliedschaft abschließen, sondern bezahlt pro Bestellung.

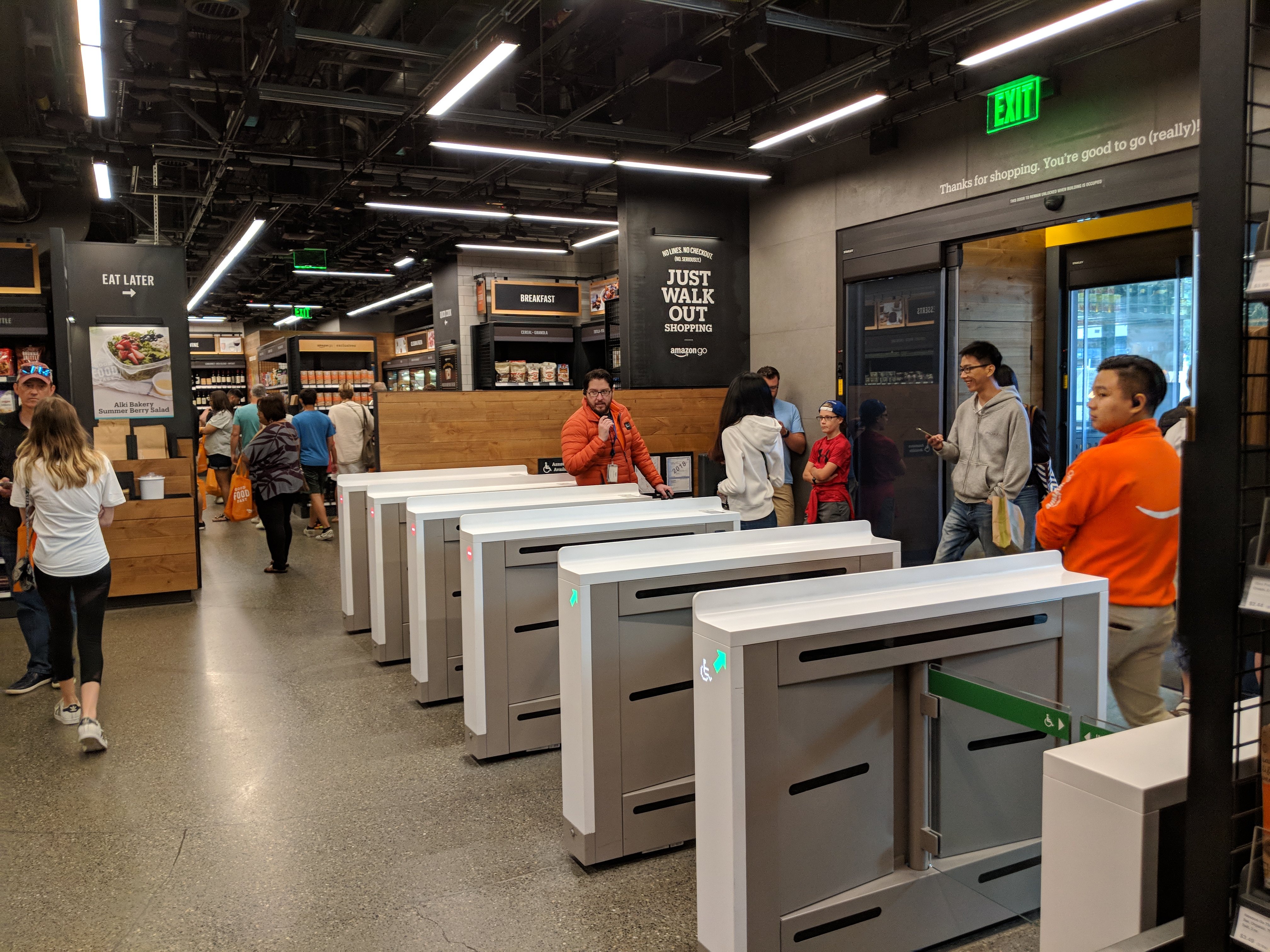
Filiale von Amazon Go in Seattle

### Amazon Go
Amazon Go ist ein Supermarkt, der ohne Kassenbereich auskommt. Das erste Geschäft wurde Ende 2016 in Seattle eröffnet, zunächst nur für Mitarbeiter. Seit 2018 ist der Amazon-Go-Markt auch für Kunden zugänglich. Laut Bloomberg wollte Amazon bis 2021 etwa 3000 weitere Filialen eröffnen. Stand 2020 waren 27 in Betrieb.

### AmazonSmile
2016 eröffnete Amazon auf den Webseiten smile.amazon.com, smile.amazon.co.uk und smile.amazon.de das Portal AmazonSmile. Für bestimmte Waren, die Kunden bei AmazonSmile einkauften, spendete Amazon laut Eigenangabe 0,5 % der Einkaufssumme, abzüglich Rabatte, Versand-, Bearbeitungs-, Geschenkverpackungsgebühren und Umsatzsteuer an eine gemeinnützige Organisation, die der Kunde voreinstellen kann. Für Kunden bliebe das Angebote identisch; insbesondere würden sich Produkte und Preise nicht ändern. Der Kunde konnte die von ihm ausgewählte Organisation innerhalb seines Amazon-Benutzerkontos jederzeit ändern.
Trotz augenscheinlicher Vorteile für die begünstigten Organisationen war das Programm dennoch umstritten.
AmazonSmile wurde zum 20. Februar 2023 hin eingestellt. Die teilnehmenden Organisationen sollten nach Beendigung des Portals einmalig eine Spende erhalten, die drei durchschnittlichen Monaten des Jahres 2022 entspricht. Seit Mai 2024 ist Amazon bei Bildungsspender registriert, wobei ebenfalls Teile des unveränderten Einkaufspreises via Affiliate-Marketing an eine dort registrierte NGO der Wahl abgetreten werden können.

### Amazon Advertising
Einer der wachstumsstärksten Geschäftsbereiche für Amazon ist das Geschäft mit Werbung, Amazon Advertising. Amazon bietet Werbekunden eine Vielzahl von Lösungen und Werbeformaten (Pay Per Click, Display, Video), um Nutzer auf und außerhalb der Amazon-Plattform zu erreichen. Laut Börsenbericht hat die Sparte mit „anderen Aktivitäten“, die vor allem aus Werbung besteht, den Umsatz im Jahr 2018 auf 10,1 Milliarden Dollar erhöht. In den USA gilt Amazon nach Google und Facebook als drittgrößter Digitalvermarkter. 2022 hat Amazon mit Advertising Services einen Umsatz von 37,7 Mrd. US-Dollar erzielt (rund 14 % des Gesamtumsatzes).
Experten schätzen, dass Amazon im Raum D-A-CH rund 500 Millionen Euro pro Jahr umsetzt. Experten großer Mediaagenturen prognostizieren, dass sich der Amazon-Werbeumsatz bis 2020 auf rund 20 Mrd. US-Dollar verdoppeln werde. Das Wachstum mit Werbung gehe offenbar zu Lasten anderer digitaler Werbevermarkter, besonders Google (GOOG) und Facebook (FB). Im Gesamtjahr 2018 wuchs der Geschäftsbereich „andere Aktivitäten“, der primär aus Werbeumsätzen besteht, gegenüber 2017 um 95 %.

### Entwicklung der Geschäftsfelder

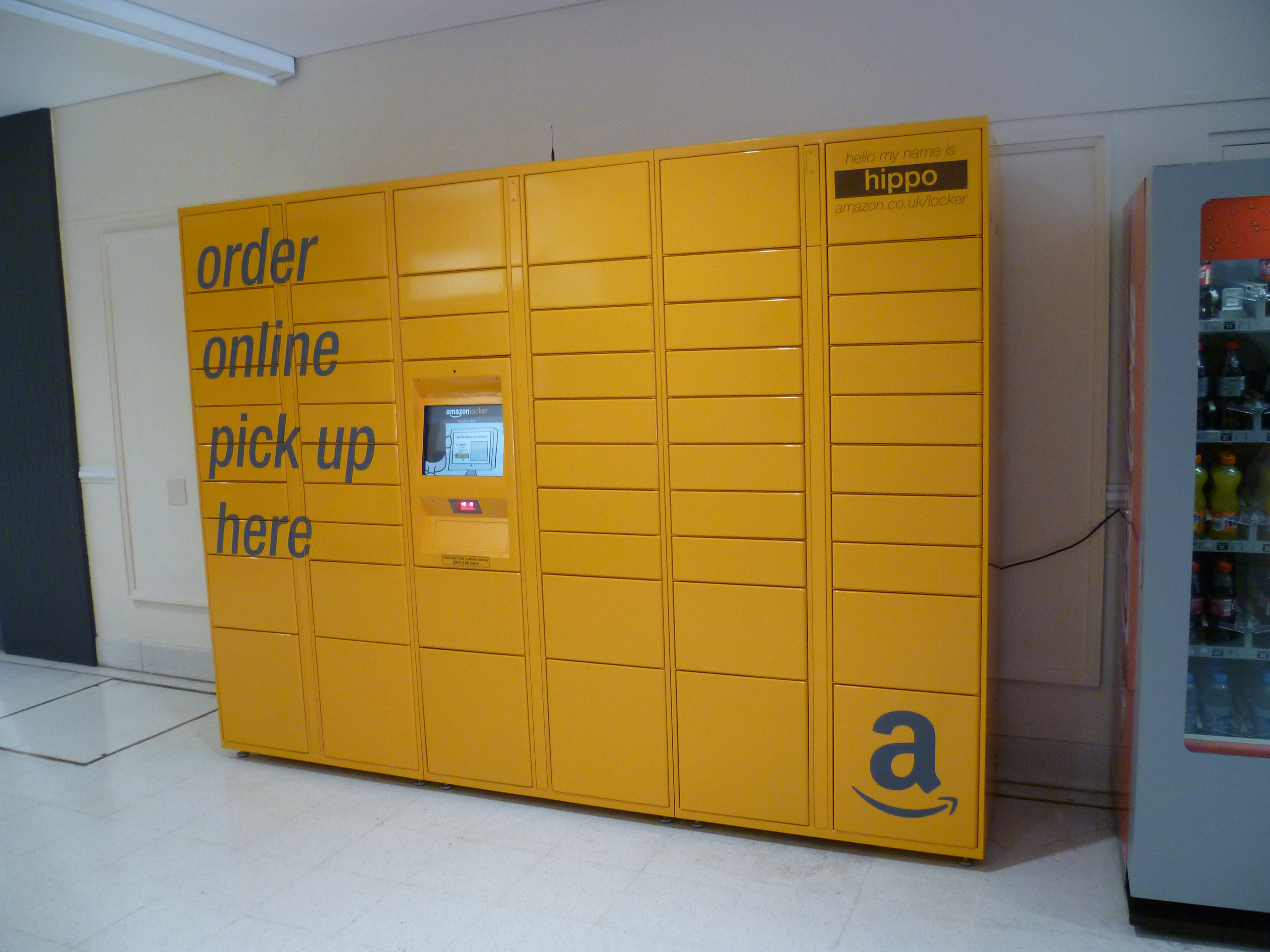
Amazon Locker eines Shopping Centers im britischen Gloucester (2016)

Über ein sogenanntes Partnerprogramm (Affiliate-Marketing) können Betreiber einer Website Links zu Amazon setzen; erfolgt darüber ein Kaufabschluss, so werden die Links rückverfolgt und der Websitebetreiber erhält eine Provision. Ergänzend zum Partnerprogramm bietet Amazon seit Sommer 2002 den Zugriff auf seine Produktdatenbank über die Amazon Web Services an.
2005 übernahm Amazon den digitalen Buchdrucker Booksurge und stieg damit in das Print-on-Demand-Geschäft ein.
Amazon.com betreibt auch die Einzelhandelsportale für Unternehmen und Organisationen wie Target, die NBA, Sears Canada, Bebe Stores, Timex, Marks & Spencer, Mothercare und Lacoste. Seit dem 2. November 2005 ist im Rahmen der Amazon Web Services die Beta-Version des neuen Internetservices Amazon Mechanical Turk freigeschaltet, ein Marktplatz für einfache Arbeiten über das Internet.
Seit 2006 bietet Amazon Onlinedienst unter dem Titel Amazon Web Services an.
Von 2007 bis 2017 war es möglich, sich einen eigenen Amazon-Shop zu erstellen. Hinter „Amazon astore“ verbarg sich ein Partnerprogramm, mit dem sich Website-Betreiber den Amazon-Shop mit ausgewählten Produkten oder ganzen Produktkategorien direkt auf die eigene Website holen konnten.
Seit 2009 verkauft Amazon außerdem Produkte wie zum Beispiel Notebooktaschen, Batterien oder Computer- und Audio-/Video-Kabel unter seiner Hausmarke AmazonBasics. Seit Mai 2009 betreibt Amazon mit Amazon Publishing einen Verlag.
Seit 1. Juli 2010 kann man auf Amazon.de auch Lebensmittel bestellen. Bislang war das nur in den Vereinigten Staaten und im Vereinigten Königreich möglich.
Seit dem 22. März 2011 betreibt Amazon seinen eigenen Amazon Appstore.
Seit dem 17. April 2012 können Nutzer in Deutschland auf Amazon.de auch Videospiele und Software herunterladen.
Der bereits im März 2011 in den USA gestartete Amazon Appstore ist seit 31. August 2012 auch in Europa verfügbar.
Beginnend in den USA stieg Amazon mit Amazon Logistics in das Liefergeschäft ein. 2015 wurde dieser Dienst auf Deutschland ausgeweitet, wo Amazon Lieferungen in München und Berlin mittels lokaler Kurierdienste organisiert. In München und Berlin begann Amazon Logistics auch mit der Aufstellung von eigenen Paketautomaten, im Februar 2017 standen bereits 55 sogenannte Amazon Locker.
Am 12. August 2014 wurde die Grenze der Versandkostenfreiheit von den bisher 20,00 Euro Mindestbestellwert auf 29,00 Euro erhöht und trat mit sofortiger Wirkung im Raum Deutschland, Österreich, Belgien, Liechtenstein, Luxemburg, Niederlande sowie in der Schweiz in Kraft.
Am 4. April 2019 wurde bekannt, dass Amazon unter dem Namen Projekt Kuiper eine Konstellation von Kommunikationssatelliten entwickelt. Das Onlinemagazin Geekwire berechnete anhand von Zulassungsdokumenten eine Zahl von insgesamt 3236 Satelliten.
2019 hat sich Amazon in einer Finanzierungsrunde an Deliveroo beteiligt und die eigenen Lieferdienste Amazon Restaurant und Daily Dish eingestellt.
Unter der Eigenmarke Solimo werden hauptsächlich Küchen- und Haushaltswaren angeboten. Ab Februar 2019 hat die indische Regierung den Verkauf von Solimo und AmazonBasics aufgrund möglicher Verstöße gegen das Kartellrecht stark eingeschränkt.
Am 17. November 2020 gab Amazon bekannt, in Amerika eine Internetapotheke zu starten. Kunden können auch verschreibungspflichtige Medikamente bestellen und nach Hause liefern lassen. Hierzu erwarb Amazon 2018 für rund 750 Millionen Dollar die Onlineapotheke Pillpack und die Vertriebslizenzen.
Die US-Wettbewerbsbehörde FTC (Federal Trade Commission) und 17 US-Bundesstaaten beklagen im Verfahren FTC et al v Amazon.com, dass Amazon-Manager selbst belegten, wie die Reklameflut Kunden schade, weil es „fast unmöglich (sei, dass) hilfreiche organische Inhalte von hoher Qualität sich gegenüber kaum relevanten, bezahlten Inhalten“ durchsetzen. Entgegen der Public-Relations-Kampagnen stelle Amazon das Aktionärs-Wohl über jenes der Kunden. Je mehr Reklame Suchergebnisse durchsetzt, um so eher müssen auch Verkäufer guter Ware Werbung buchen, um entdeckt zu werden. Amazon beteuert dagegen, laut einer Studie in den USA, Deutschland, Brasilien und Mexiko beliebteste Werbeplattform zu sein.

### Amazon Freevee
Amazon Freevee war eine kostenfreie Video-on-Demand-Plattform, die im Januar 2019 unter dem Namen IMDb Freedive in Amerika veröffentlicht wurde. Um den Dienst kostenlos anbieten zu können, wurden gestreamte Inhalte mit Werbung unterbrochen, die nicht übersprungen werden konnte. Nach der Veröffentlichung im Vereinigten Königreich im September 2021 und der Umbenennung zu Amazon Freevee im April 2022 erfolgte die Veröffentlichung des Dienstes in Deutschland am 1. August 2022.
Mitte November 2024 kündigte Amazon an, das Angebot von Freevee in Prime Video zu integrieren. Unter dem Label „Watch for Free“ sind die Inhalte weiterhin kostenlos mit Werbung und ohne vorherige Anmeldung verfügbar.

### Amazon Translate
Amazon Translate ist ein neuraler, maschineller Übersetzungsservice.

## Techniken und Patente
Im September 1997 wurde die „1-Click“-Funktion eingeführt. Mit ihr ist, basierend auf der Cookie-Technik, der Vorgang der Bestellung mit nur einem Klick möglich. Am 28. September 1999 ließ sich Amazon diese Funktion in den USA patentieren (US-Patent Nr. 5.960.411). Amazon verklagte in den USA erfolgreich andere Unternehmen, auf deren Websites ebenfalls Produkte mit nur einem Klick bestellt werden konnten, obwohl Cookies ursprünglich vom Unternehmen Netscape entwickelt worden waren und es sich bei der One-Click-Technik nach verbreiteter Meinung um ein sogenanntes Trivialpatent handelt. In Deutschland ist eine solche Patentierung nicht zulässig.
Ein weiteres Patent hat das Unternehmen auf ein Nutzerrezensionssystem erhalten, in dem Kauf- und Nutzungserfahrungen der erworbenen Produkte von Kunden für Kunden veröffentlicht werden sollen. Weiterhin hat der Onlinebuchhändler ein Bewertungssystem patentieren lassen, das dem Kunden erlaubt, per Mausklick Rezensionen nach ihrer Qualität zu bewerten.

## Kontroversen und Kritik

### Vorwurf des Marktmachtmissbrauchs
Amazon nimmt höhere Gebühren als andere Anbieter (etwa eBay), setzt Verkäufer, die ihre Waren zugleich auf anderen Portalen günstiger anbieten, unter Druck und droht mit Entzug der Berechtigung zum Verkauf bei Amazon, wenn nicht trotz der höheren Gebühren der gleiche Endpreis angeboten wird. Einige Journalisten kritisieren, dass viele Verlage die Internetplattform nutzen, obwohl es zum Beispiel eine Buchpreisbindung in Deutschland gibt und somit für den Kunden der Preis immer der gleiche ist. Ein Vorteil ergebe sich also für den Kunden daraus zunächst nicht. Vielmehr sei es nur eine zusätzliche Werbeplattform. Dafür würden die fragwürdigen Praktiken des Unternehmens in Kauf genommen. Diese Buchpreisbindung gilt nur für neue Bücher von Verlagen.
Amazon behindert Verkäufe als Druckmittel gegen Verlage. Wer Forderungen nicht befolgt, dessen Bücher werden später ausgeliefert, obwohl die Titel vorrätig wären. 820 unabhängige Buchhändler und Verleger aus Deutschland, Österreich, der Schweiz und Luxemburg warnten als Branchengruppe „Buchhandelstreff“:
„Das Ausnutzen von Marktmacht, die bewusste Lieferverzögerung von Titeln ausgewählter Verlage, um Druck aufzubauen, um Konditionenforderungen durchsetzen zu können, ist nicht nur ein bedrohliches Zeichen für die Buchbranche, sondern auch ein klarer Affront gegenüber dem Buchleser und -käufer. Gerade die schnelle Beschaffung des Kulturguts Buch ist die Grundaufgabe des Buchhandels. Wer diese torpediert, um geschäftliche Vorteile zu erzwingen, macht deutlich, wie er mit wachsender Marktmacht umzugehen gedenkt.“
Im August 2014 unterzeichneten 909 Schriftsteller einen offenen Protestbrief gegen Amazon, darunter Stephen King, John Grisham und Paul Auster, der als ganzseitige Anzeige in der Sonntagsausgabe der New York Times erschien. Sie kritisierten, dass Amazon den Verlag Hachette unter Druck setzte, damit der die Vertragsbedingungen Amazons akzeptiere. Dies löste Debatten über die zunehmende Monopolstellung von Amazon aus.
Amazon zwang Händler, die über Amazon ihre Produkte anboten, durch Akzeptieren einer Klausel, ihre Produkte nirgendwo billiger anzubieten als bei Amazon. Hierin sahen deutsche Aufsichtsbehörden eine illegale Wettbewerbsbehinderung. Nachdem Amazon durch dieses illegale Verhalten mehr als drei Jahre lang den Ruf erwarb, preisgünstigster Anbieter zu sein, stellte Amazon 2013 jene Praxis ab, um eine Kartellklage zu vermeiden. Wegen dieser Praxis wurde Amazon im September 2022 auch in den USA von Kalifornien verklagt.
Im Sommer 2019 leitete die EU-Kommission ein Kartellverfahren gegen Amazon wegen Bevorzugung eigener Produkte ein.
Der Bundesverband Onlinehandel (BVOH) befragte 2021 fast 1000 Marketplace-Händler. 60 Prozent davon antworteten „von Partnerschaft keine Spur“ und 18 % mit „schwierige Zusammenarbeit“. Viele betrachteten sich als wirtschaftlich abhängig vom Verkauf über Amazon.
Shel Kaphan, der erste Angestellte des Konzerns und zuletzt technischer Leiter, stimmte in einem Interview mit dem Sender PBS 2020 der „Charakterisierung von Amazon als rücksichtsloser Konzern“ zu. Die Firmenleitung sei „aggressiv“. Ihn sorge die große Marktmacht des Konzerns. Möglichkeiten ihrer Beschränkung biete einzig ein gesellschaftliches Handeln.

### Vertrieb problematischer Literatur
Bis 2009 vertrieb Amazon Deutschland das neonazistische Schrifttum des Deutschen Stimme Verlages der NPD. Nachdem der Tagesspiegel 2009 die Kooperation bekannt machte, verteidigte eine Amazon-Sprecherin diese gegenüber dem Handelsblatt: Man verkaufe keine verbotenen Bücher, und alles andere käme „dem Recht auf freie Meinungsäußerung widersprechender Zensur“ gleich. Amazon erklärte, die Inhalte widersprachen nicht Amazons Bedingungen. Es ging dabei um Bücher wie Rudolf Heß – Märtyrer für den Frieden, SS-Sturmbataillon 500 am Feind und Wir woll'n das Wort nicht brechen – Die Waffen-SS 1935–1945. Aufgrund weiterer Proteste wurden die Verkaufskriterien um ein Verbot von Artikeln ergänzt, die den Nationalsozialismus verherrlichen oder verharmlosen. Zugleich sagte eine Sprecherin, Amazon sei „ein Händler, keine Regulierungsinstitution“. Daher würden Kunden „bei uns auch in Zukunft Titel finden, in denen bedenkliche Inhalte bezüglich des Nationalsozialismus geäußert“ würden.
2020 deckte die Nachrichtenseite ProPublica auf, wie über Amazons Self-Publishing-Plattform große Mengen rechtsextremer Literatur beworben und verkauft werden. Ebenfalls im Jahr 2020 entfernte Amazon Bücher von David Duke, einem ehemaligen Ku-Klux-Klan-Anführer und Holocaust-Leugner, und mehrere Bücher von George Lincoln Rockwell, dem verstorbenen Gründer der US-amerikanischen Nazi-Partei.
Netzpolitik.org kritisierte im September 2020, dass Amazon Verschwörungserzählungen, Antisemitismus und Desinformation ebenso anpreise wie wissenschaftliche Fachliteratur. Amazon-Algorithmen werten hierzu Suchbegriffe der Kunden aus und präsentieren diese Inhalte gezielt. Besonders schrille Titel würden prominent platziert, um Klicks zu erzielen. Kunden würden auch zu impfgegnerischer oder -feindlicher Literatur geleitet. Wer auf Amazon stöbere, so der Vorwurf, den locke Amazon „womöglich geradewegs in einen Kaninchenbau“. Daniel Laufer, einer der Autoren, stellte die Wirksamkeit der Ethikrichtlinien bei Amazon in Frage.

### Steuervermeidung
Mit dem Prinzip „Double Irish With a Dutch Sandwich“ vermied Amazon weitgehend inländische Ertragsteuerzahlungen und leitete Unternehmensgewinne aus Deutschland ins Niedrigsteuerland Luxemburg um. Hierzu gründete der Konzern 2003 und 2004 die Amazon Services Europe SARL, die Amazon Europe Holding Technologies SCS und die Amazon EU SARL mit Sitz in Luxemburg. Hierdurch gelang es Amazon, dort über zwei Milliarden US-Dollar steuerfrei anzusparen. Der Vorsteuergewinn in Deutschland betrug 2012 laut Presseberichten nur 10,2 Millionen Euro und die Steuern 3,2 Millionen Euro. Die Amazon Europe Holding Technologies in Luxemburg wies dagegen 2012 einen Gewinn von 118 Millionen Euro aus, entrichtete aber wegen der Luxemburger Steuergesetze dort keine Steuern.
Um in Seattle eine neue Steuer zu verhindern, wurde der Bau eines Büroturms gestoppt und angedroht, ein im Bau befindliches Hochhaus nicht in Betrieb zu nehmen.
Im Jahr 2018 zahlte Amazon bei Gewinnen von 11,2 Milliarden Dollar in den USA offenbar keine Steuern. Mit Steuergutschriften und Steuerbefreiungen erhielt Amazon 2018 einen Steuerfreibetrag von 129 Millionen Dollar. Das ergab laut der Tageszeitung Washington Post den effektiven Steuersatz von etwa −1,0 %.
Im November 2014 wurde durch die Luxemburg-Leaks bekannt, wie Amazon.com mit der Beratungsgesellschaft PricewaterhouseCoopers seinen Steuersatz in Luxemburg optimierte.
Im Mai 2015 kündigte Amazon an, Gewinne aus Verkäufen in Amazon.de in Deutschland zu versteuern.
2021 veröffentlichten britische Forscher eine Studie zur Frage, wie Amazon Steuern minimiert.

### Bewertungen von Artikeln
Wie vergleichbare Online-Dienste nutzt Amazon ein Bewertungssystem für verkaufte Waren. Käufer werden nach der Zustellung per E-Mail aufgefordert, ihr Produkt zu bewerten. Bewertungs-Dienstleister mussten von ihnen stammende Rezensionen als solche kennzeichnen, indem sie die Formulierung einfügten, ihr Tester hätte den Artikel kostenlos bekommen. Diese Klausel wurde im November 2016 abgeschafft.
Damit ist nicht erkennbar, wie neutral und unabhängig diese ist. Unabhängigen Schätzungen zufolge liegt der Anteil nicht-vertrauensvoller Bewertungen im zweistelligen Prozentbereich. Zudem scheint die hohe Anzahl an Fake-Bewertungen zu wachsen.
Amazon-Händler dürfen nicht mehr potenziellen Käufern Produkte günstiger anbieten für die Zusage, im Gegenzug eine Bewertung zu schreiben.
Gibt es von einem Artikel mehrere Varianten (bei Amazon „Stil“ genannt), täuscht die Sterne-Bewertung, da sie über alle Varianten gruppiert wird. So mag eine Variante (z. B. der Corsair Voyager GT) sehr schlecht abschneiden und eine andere Variante (z. B. der Corsair Voyager GTX) sehr gut. In der Sterne-Bewertung bleibt dieser Unterschied verborgen. Interessenten sehen nicht, was konkret bewertet wurde.
Auch das Produkttesterprogramm Amazon Vine sieht sich Kritik ausgesetzt. Amazon wird vorgeworfen, durch kostenfreie Produkt-Abgabe an Tester vorrangig positive Rezensionen erhalten zu wollen.
Der Test-Aspekt trete in den Hintergrund. Zumal sei der größte Teil der Tester nicht in der Lage, Produkte professionell auf Stärken und Schwächen zu überprüfen. Zudem seien die Auswahlkriterien für Rezensenten undurchsichtig und nicht immer nachvollziehbar. Die Verbraucherzentrale Nordrhein-Westfalen geht davon aus, dass bereits durch die kostenlose Abgabe der Produkte das Testergebnis ins Positive verzerrt wird und hat eine entsprechende Warnung ausgesprochen.
Um echte Bewertungen von werblichen Texten zu unterscheiden, existiert im Internet ein Prüfdienst. Zudem geht Amazon rechtlich gegen Vermittlungsplattformen für gefälschte Bewertungen vor.

### Produktfälschungen
Der Verkauf von gefälschten Markenartikeln auf den Amazon-Marktplätzen ist ein großes Problem. Laut Amazon hat das Unternehmen im Jahr 2020 rund 700 Millionen Dollar in dessen Bekämpfung investiert.
Besonders der Textil- und Elektronikbereich hat mit vielen Plagiaten zu kämpfen. Eine Klageschrift an die EU-Kommission unterzeichneten über 100 Marken, darunter Adidas, Apple, Miele und Lego. Die Marken Birkenstock und Nike zogen sich sogar als Verkäufer von Amazon zurück, da Amazon laut deren Aussage nicht genug gegen Fälschungen unternehme.
2019 kündigte Amazon an, verstärkt gegen Produktfälschungen vorzugehen. Die 2020 gegründete eigene Abteilung „Counterfeit Crimes Unit“ arbeitet weltweit mit Strafverfolgungsbehörden und Markenherstellern zusammen. Das „Project Zero“ genannte Maßnahmenbündel soll mit eigenen Produktcodes die Zahl der angebotenen Produktfälschungen reduzieren. Das Unternehmen klagt außerdem gemeinsam mit betroffenen Firmen gegen die Anbieter, im Jahr 2021 etwa unter anderem mit GoPro, Hanes und Salvatore Ferragamo.

### Programm Rekognition zur Gesichtererkennung
Das Programm Rekognition wird günstig an Sicherheitsbehörden verkauft. Nach einer Schätzung wurden dadurch Zugriffe auf Bilder von 117 Millionen Amerikanern möglich. Zugriffe auf polizeiinterne Kameras (Body-Cams, Überwachungskameras) ermöglichen individuelle Überwachungen und die Bildung von Bewegungsprofilen. Die Polizei in Orlando in Florida erwägt damit, „interessante Personen“ auf öffentlichen Plätzen zu erkennen, um die Polizei zu informieren. Nach den Protesten gegen Polizeigewalt in der Folge des Todes von George Floyd kündigte Amazon an, Polizeien die Gesichtserkennungs-Dienstleistung für ein Jahr nicht anzubieten.

### Arbeitsbedingungen
Die Arbeitsbedingungen in deutschen Versandzentren wie auch in anderen Ländern z. B. 2009 in Großbritannien und Italien erhalten häufig mediale Aufmerksamkeit.
Die ersten gewerkschaftlich organisierten Streiks der Unternehmensgeschichte fanden 2013 an den deutschen Standorten Bad Hersfeld und Leipzig statt. Seither folgten Streiks und gewerkschaftliche Aktionen an weiteren deutschen Standorten sowie in Europa, in den Ländern Polen, Frankreich, Italien, Spanien und der Türkei. Seit 2015 gibt es das Netzwerk Amazon Workers International (kurz AWI), in dem sich Amazon-Beschäftigte international austauschen und vernetzen. Im Laufe der globalen Covid-19-Pandemie verstärkten sich auch in den USA gewerkschaftliche Aktivitäten an den Standorten Bessemer in Alabama und Staten Island in New York. Anlässlich des Black Friday im Jahr 2024 streikten Beschäftigte in 30 Ländern für höhere Löhne und bessere Arbeitsbedingungen.
Laut der New York Times vom 24. Oktober 2021 führten Fehler in Amazons Lohn- und Personalsystem (HR-System) – durch Unterinvestition – dazu, dass Mitarbeiter routinemäßig unterbezahlt oder entlassen wurden, weil fälschlicherweise ihr „Nichterscheinen“ vermerkt wurde oder Krankenscheine aus den Systemen verschwanden. Nachdem interne Beschwerden eine interne Untersuchung auslösten, bestätigten sich diese Lohnkürzungen gerade für entlohnte Arbeitnehmer in massivem Ausmaß. Amazon schreibt die Fehler automatisierten Abläufen zu. Beschwerden von Mitarbeitern wurden verzögert verarbeitet. Firmeninterne Dokumente belegen, dass Administratoren „unzureichende Service-Levels“, „mangelhafte Prozesse“ und „verzögerungs- und fehleranfällige Systeme“ beklagten. „Da wir für das Kundenerlebnis optimierten, haben wir uns oft darauf konzentriert“, sagte Bethany Reyes. Sie betonte, Amazon wolle diese Prioritäten neu ausbalancieren.
Die Krankenstände der Beschäftigten in Deutschland lagen über Jahre hinweg über dem Bundesdurchschnitt. Ver.di forderte daher wiederholt den Abschluss eines Tarifvertrags für Gute und gesunde Arbeit. Anfang 2017 führte der Konzern ein Bonussystem ein, mit dem das Gehalt gesteigert werden kann, wenn innerhalb eines Monats keine Krankschreibung innerhalb einer Abteilung erfolgt. Im April 2017 entzündete sich Kritik an Prämien für seltene Krankschreibungen ganzer Arbeitsgruppen. Um die Maximal-Prämie von 10 Prozent des Monatsgehaltes zu erhalten, zählen nicht Krankheitstage einzelner Mitarbeiter, sondern die Summe des Teams. Zudem wurde versucht, Auslieferungsaufträge an Fahrer mit privatem PKW zu vergeben.
Medien kritisierten, dass mit Kameras in Spindräumen und über Fließbändern eine ständige Überwachung erfolge oder zumindest der Eindruck einer solchen ständigen Überwachung bestehe, was zu rechtlich unzulässigem psychischem Anpassungsdruck führe. Im Jahr 2020 forderten mehrere Gewerkschaften die Europäische Kommission auf, aufgrund der Überwachung von Beschäftigten eine Untersuchung gegen Amazon einzuleiten.
Bei einem Vernetzungstreffen im April 2019 in Berlin warfen Amazon-Mitarbeiter aus 15 Ländern dem Internetversandhändler unfaires Gebaren vor. Amazon trete Rechte Beschäftigter mit Füßen, so Ver.di-Bundesvorstand Stefanie Nutzenberger. Unter dem Dach des internationalen Gewerkschaftsbündnisses Uni Global Union (UNI) wollen Amazon-Beschäftigte ihr Vorgehen koordinieren. UNI-Generalsekretärin Christy Hoffmann warf dem US-Konzern „unternehmerische Gier“ vor. Das Unternehmen müsse reformiert werden.
Im April 2021 scheiterte in Alabama ein Versuch, erstmals in den USA eine betriebliche Gewerkschaftsvertretung in einem Amazon-Betrieb zu etablieren, da das Nein-Lager eine deutliche Mehrheit errang. Am 1. April 2022 wurde im Amazon-Lager in Staten Island hingegen erstmals in der Konzerngeschichte innerhalb der USA für eine gewerkschaftliche Interessenvertretung gestimmt. Im Jahr 2022 erhielt Amazon in Europa außerdem einen Europäischen Betriebsrat.
Amazon dementierte im März 2021 Berichte, dass seine Zusteller aufgrund des fehlenden Zugangs zu Sanitärräumen gezwungen waren, in Flaschen zu urinieren. Ein dem Guardian gesendetes internes Memo belegte, dass Amazon das Problem seit Monaten kenne. Dokumente, die Amazon-Mitarbeiter dem Intercept (eine vertrauliche Informationsseite, die auch der Guardian anbietet), übergaben, zeigten, dass eine im Mai 2020 versendete E-Mail Mitarbeiter ermahnte, bei der Arbeit in Flaschen zu urinieren und in Säcken zu entleeren.
Die Gewerkschaft ver.di fordert von Amazon einen Tarifvertrag mit höheren Löhnen. Deutsche Beschäftigte werden in Anlehnung an den Tarifvertrag der Logistikbranche bezahlt, das Unternehmen hat jedoch keinen Tarifvertrag abgeschlossen. ver.di fordert dagegen seit 2013 die für den Versandhandel geltende Einstufung. Seit dem 9. April 2013 gab es deshalb mehrfach Streikaktionen an unterschiedlichen Standorten. Weitere Streiks folgten im Mai und September 2014. Im Weihnachtsgeschäft 2018 kam es an den Standorten Leipzig und Werne zu Warnstreiks für einen Tarifvertrag. Da ver.di die Betriebsparkplätze in Standorten Pforzheim und Koblenz nutzte, um Beschäftigte zu einem Haustarifvertrag anzusprechen, zog Amazon vor das Bundesarbeitsgericht. Dieses entschied 2018 zugunsten der Gewerkschaft. Dagegen legte Amazon zwei Verfassungsbeschwerden ein. Das Bundesverfassungsgericht wies am 9. Juli 2020 diese ab. Das Vorgehen der Gewerkschaft sei von der Koalitionsfreiheit nach Art. 9 Abs. 3 Grundgesetz gedeckt.
Ende Dezember 2013 wurde eine von 1018 Mitarbeitern der Standorte Leipzig und Bad Hersfeld unterzeichnete Unterschriftenaktion veröffentlicht, worin sich die Unterzeichner „von den derzeitigen Zielen, Argumenten und Äußerungen (…) Verdi[s]“ distanzierten. Sie betonten, das von der Gewerkschaft erweckte „negative öffentliche Bild“ verfolge sie „bis ins Privatleben“. Ver.dis Darstellungen entsprächen „nicht der Realität und nicht unserem täglichen Arbeitsleben“. ver.di bezeichnete die Aktion als dubios: Unterschriften seien unter Druck bzw. Aufsicht des Managements gemacht worden. Ein Teil der Unterschriften stamme von inzwischen nicht mehr beschäftigten Saisonarbeitern.
Im Januar 2018 wurde bekannt, dass 10 % der Amazon-Arbeiter in Ohio die Voraussetzungen für das staatliche Lebensmittelmarken-Programm unterhalb der Armutsgrenze erfüllen.
Tim Bray, seinerzeit Vizepräsident von Amazon Web Services, verließ das Unternehmen im Mai 2020 aus Protest gegen die Kündigung von Lagerarbeitern, die über die Furcht vor der Ausbreitung von COVID-19 in der Belegschaft berichtet hatten. Während eines Interviews im Rahmen der Rosa-Luxemburg-Konferenz 2021 kritisierte er die Arbeitsbedingungen bei Amazon und warb für eine „Zerschlagung“ großer Konzerne.
Von 2016 bis 2019 unterschlug Amazon die den Lieferfahrern zugedachten Trinkgelder, indem es sie einbehielt und zur Finanzierung der Lohnzahlungen verwendete. Als die US-Handelsbehörde FTC Amazon über in der Sache laufende Ermittlungen informierte, beendete Amazon die Praxis. Im Rahmen eines im Februar 2021 geschlossenen Vergleichs überwies Amazon der Behörde gut 61 Millionen US-Dollar, die dann an die Fahrer ausgezahlt wurden.
Kritiker werfen Konzernverantwortlichen vor, den Tod von Arbeitern verursacht zu haben, weil diese auch während Naturkatastrophen arbeiten mussten bzw. gesundheitliche Probleme von Beschäftigten nicht berücksichtigt wurden.
Spiegel Online berichtete Anfang Februar 2022, dass Amazon-Paketboten in den USA aus Furcht vor geringen Sterne-Bewertungen den Forderungen von Hausbesitzern nachgeben, Tänze aufzuführen und Danksagungen auszusprechen, die als TikTok-Videos aufgenommen werden. Das zog Kritik an den Arbeitsbedingungen bei Amazon nach sich.
Der Guardian und Amnesty International berichteten, dass Leiharbeiter von Amazon in Saudi-Arabien unter Bedingungen der „modernen Sklaverei“ arbeiten. Die Arbeiter berichteten von verunreinigtem Wasser und Kakerlaken in ihren Unterkünften.
Anfang 2025 wurde bekannt, dass Amazon alle sieben Standorte in Quebec mit rund 1.700 Vollzeitstellen schließen will, nachdem sich dortige Angestellte im Mai 2024 gewerkschaftlich organisiert hatten.

### Nachhaltigkeit und Vernichtung neuwertiger Produkte
Greenpeace kritisierte im 2017 erschienenen Bericht zur Nachhaltigkeit von Smartphones, Tablets und Laptops von Amazon hergestellten Geräte und vergab die schlechteste Bewertung (F).
Die Bewertung umfasste Ökologie der Energie (D), Wiederverwendbarkeit der Materialien (und ob sie zuvor recycelt waren) (D-) und den Einsatz von Giften (F) sowie die Reparierbarkeit.
Laut Frontal21 und der Wirtschaftswoche werden Retouren und unverkaufte Produkte in deutschen Logistiklagern Amazons in großen Mengen entsorgt – wie auch unverkaufte oder zurückgeschickte Waren externer Anbieter. Die Waren, darunter Kühlschränke, Wasch- und Spülmaschinen, Handys, Tablets, Matratzen und Möbel, werden auf „Destroy-Paletten“ gestellt und in Müll- oder Schrottpressen gekippt. Dies wurde etwa von Umweltorganisationen wie Greenpeace kritisiert. Im Mai 2021 berichtete das NDR-Magazin Panorama über verdeckte Recherchen von Greenpeace in einem Logistikzentrum von Amazon.
Der t3n-Wirtschaftsredakteur Jochen G. Fuchs nannte diese Entsorgung gängige Praxis im Handel. Er verweist auf eine Recherche von Wortfilter.de, wonach 99 % der Retouren bei Amazon dem Warenkreislauf zugeführt würden. Vernichteten Retouren würden durch Recycling-Unternehmen verwertbare Stoffe entnommen und dem Produktionskreislauf zugeführt.
Ende 2019 verkündete Jeff Bezos, dass Amazon zum Vorbild in Sachen Nachhaltigkeit werden solle. „Wir wollen unsere Größe und unsere Reichweite nutzen, um voranzugehen.“ Seitdem bilanziert das Unternehmen seine Emissionen. Den Nachhaltigkeitsberichten ist allerdings zu entnehmen, dass es bisher nicht gelungen ist, die Emissionen zu senken: 2022 hat Amazon 71 Millionen Tonnen CO2e ausgestoßen, etwa 40 Prozent mehr als drei Jahre zuvor. Zudem wird Amazon vorgeworfen, nicht alle Emissionen zu messen und offenzulegen, die in der Wertschöpfungskette entstehen. Gegenüber dem Wirtschaftsmagazin Neue Narrative bestätigt Amazon, dass die „Lebenszyklusemissionen aller Produkte der Marke Amazon“ berücksichtigt werden, also alle Emissionen, die bei der Herstellung, Nutzung und Entsorgung von Amazon-Produkten anfallen. Wirtschaftsredakteur Paul Fenski merkt dazu an: „Dabei verschweigt er allerdings, dass 99 Prozent der bei Amazon vertriebenen Produkte von anderen Marken stammen.“

### Aufzeichnungen durch Amazon Echo („Alexa“)
Im April 2018 erhielt Amazon Alexa den deutschen Big Brother Award in der Kategorie Verbraucherschutz. Laudator padeluun befand, sie sei eine Abhörschnittstelle, die sich zum Beispiel als Wecker tarnt, aber ein allwissender Butler in fremden Diensten ist, der sich von mir höchstpersönlich ins Schlafzimmer tragen und an das weltweite Überwachungsnetz anschließen lässt.
Im April 2019 veröffentlichte Bloomberg, dass Amazon Echo („Alexa“) heimlich Gespräche aufzeichnet, auch wenn Amazon Echo gar nicht gestartet war. Amazon Echo zeichnete vertrauliche Informationen zu Name und Bankkonten sowie Gesang und Babygeschrei auf. Durch Transkription der Aufzeichnungen wurden Vorname, Amazon-Account-Nummer und Gerätenummer erkennbar.

### Heimliche Aufnahmen der Amazon „Cloud Cam“
Im Oktober 2019 veröffentlichte Bloomberg, dass Amazon mit der Sicherheitskamera Cloud Cam heimliche Aufnahmen seiner Kunden macht und sie von Mitarbeitern in Rumänien und Indien auswerten lässt, darunter Aufzeichnungen aus dem Schlafzimmer. Laut Bloomberg wurden Aufnahmen auch an Außenstehende weitergegeben. Amazon bestreitet die Vorwürfe.

### Bücher auf dem Kindle
→ Zur Kritik an Amazons Produktserie Amazon Kindle und der Vermarktungsplattform Kindle Direct Publishing siehe: Amazon Kindle, Kritik und Kindle Direct Publishing, Kritik und Missbrauch.
Amazon löschte heimlich von Kunden rechtmäßig erworbene E-Books von Kindle-Lesegeräten. Dies betraf zum Beispiel den Roman 1984 und die Fabel Farm der Tiere George Orwells, da dem Verleger angeblich die Rechte zur Veröffentlichung als E-Book fehlten. Einem Schüler, der dadurch seine Anmerkungen zu 1984 verlor, zahlte Amazon 2009 in einem außergerichtlichen Vergleich 150.000 US-Dollar.

### Datenschutz
Die Amazon Logistik GmbH in Bad Hersfeld und die Amazon Koblenz GmbH erhielten wegen Verstößen gegen geltendes Recht beim Datenschutz und im Arbeitsrecht Big Brother Awards 2015.
Im Jahr 2020 wurde dem Tochterunternehmen Amazon Europe Core seitens der Commission Nationale de l’Informatique et des Libertés (CNIL) eine Strafe in Höhe von 35 Mio. Euro wegen der automatischen, jedoch nicht erforderlichen Platzierung von Werbecookies auf Nutzercomputern auferlegt. Im Jahr 2024 folgte seitens der CNIL eine Geldstrafe in Höhe von 32 Mio. Euro, weil Amazon Beschäftigte sekundengenau kontrolliert und damit gegen EU-Recht verstoßen habe.

## Künstlerische Rezeption
Rimini Protokoll inszenierte auf Grundlage von Amazons Aufstieg und den Praktiken des Konzerns das 2023 uraufgeführte Theaterstück La danse d’Amazon.

## Rundfunk
- Günther Jauch (Fernsehsendung): Weihnachten mit Amazon und Co. – wer leidet unter unserem Bestell-Wahn? (Memento vom 10. September 2016 im Internet Archive)
Talkshow mit Günter Wallraff, Laura Karasek, Ranga Yogeshwar, Gerrit Heinemann und Patrick Palombo am 8. Dezember 2013.
- Simone Deckner: „Amazon ist asozial“. TV-Kritik der Fernsehsendung für das Magazin Stern am 9. Dezember 2013.
- Gerrit Heinemann in WDR 5 Morgenecho: 25 Jahre Online-Gigant: „Amazon setzt die Standards“.  4:46 Min audio/mpeg, 5.0 MiB) Von 44 Mio Amazon-Kunden in Deutschland sind bereits 17,3 Mio Amazon-Prime-Kunden und für den deutschen Einzelhandel fast verloren. (Radio WDR 5 Morgenecho https://www1.wdr.de/mediathek/audio/wdr5/wdr5-morgenecho/morgenecho-856.podcast am 5. Juli 2019 8:35, abgerufen am 5. Juli 2019

## Dokumentarfilme
- Weltmacht Amazon. Das Reich des Jeff Bezos. Von James Jacoby, 104 Minuten, WGBH Educational Foundation 2020. (ZDFinfo am 18. September 2020; ZDF Mediathek bis 5. Mai 2021 (Memento vom 18. November 2021 im Internet Archive)) youtube.com
- Datenkrake Amazon. Die dunkle Seite des Online-Riesen. Von Matthew Hill, 29 Minuten, BBC 2020. (ZDF am 9. September 2020)
- Amazon. Die ganze Welt im Pappkarton. Von Adrien Pinon und Thomas Lafarge, 43 Minuten. (ZDFinfo am 12. Dezember 2019; ZDF Mediathek bis 28. August 2021 (Memento vom 30. Januar 2021 im Internet Archive)) youtube.com
- Amazon außer Kontrolle? Buch und Regie: Claus Hanischdörfer und Jörg Hommer, Deutschland 2019, 45 Minuten. (ARD am 18. März 2019)
- Der unaufhaltsame Aufstieg von Amazon. Buch und Regie: David Carr-Brown, Deutschland 2018, 90 Minuten. (Arte am 11. Dezember 2018)
- Das System Amazon. Der gnadenlose Kampf im Onlinehandel. Buch und Regie: Andreas Bernardi und Jörg Hommer, Deutschland 2017, 45 Minuten. (3sat am 14. Dezember 2018)
- Union, Stephen Maing, Brett Story, Vereinigte Staaten 2024.